# BMW
BMW（ビー・エム・ダブリュー、ベー・エム・ヴェー、ドイツ語: Bayerische Motoren Werke AG、バイエルン発動機製造株式会社）は、ドイツのバイエルン州ミュンヘンを拠点とする自動車および自動二輪車、エンジンメーカーであり、ドイツのプレミアムブランド御三家の1つ。
他にも、イギリスのロールス・ロイスとMINIの2社を傘下のカー・ブランドとして、BMW MとBMW Motorradを子会社として所有する。本社ビルはエンジンのシリンダーを模した円筒形を4つ組み合わせたような形をしており、フィーアツュリンダー（Vierzylinder）、英語でフォー・シリンダー（Four Cylinder）と呼ばれる。

## 概要

### 読み方について
1981年の日本法人BMW JAPAN設立により、日本における正式な呼称は英語読みの「ビー・エム・ダブリュー」となった。なお、本国ドイツでは「ベー・エム・ヴェー」と呼ばれており、メーカー公式ページで世界各国のBMWの発音動画を見ることが出来る。以前は日本でもドイツ語読みが正式な呼称であったため、現在でも年配者を中心に「ベー・エム・ヴェー」と読む傾向がある。
BMWの二輪車販売法人名「Motorrad」（→BMWモトラッド、wikt:Motorrad）は、日本では「モトラッド」と表記されているが、ドイツ語読みでは 「モト（ア）ラート 」である（モトラッドが Motorrad の英語読みからきているのか、バイエルン語がそう聞こえたからなのかについては議論がある）。

### エンブレム

バイエルン州旗

1917年10月5日にロゴマークがドイツで商標登録された。1929年の広報広告より、以前の黒く縁取った円に白抜きの「BMW」を配し、中央の円の中を十字によって4等分し、点対称に青と白とに塗り分けたデザインである。過去に何度かBMWの字体とその位置が微妙に変わっているが、基本的なデザインに変更はない。
また同広告では円と十字は元航空機エンジンメーカーであったことにちなみプロペラを、青と白は白い雲と青い空をそれぞれイメージしていると説明され、以降2019年までの長きに渡ってプロペラ由来説が採用されていた。BMW JAPANでもロゴのプロペラ由来説を歴史ページに掲載していた。
しかし、BMWは2020年のエンブレム改訂の際、厳密にはBMWのロゴがプロペラに由来するという解釈は正解ではないとする見解を示した。だが一方で約90年にも渡りその説が信じられ、既成事実化しているため、BMWはプロペラ由来説もある意味では正当化されるようになったのも事実としている。同年3月、新エンブレム（CI）が公式発表となり、今までのエンブレムは黒縁に囲まれていたが、今回のエンブレムは黒縁が無くなり、BMWの表記だけとなった。また立体感も無くなり、平面的なデザインとなった。ただし、車体やステアリングホイールのバッジについては変化はない。

### 製品の特徴

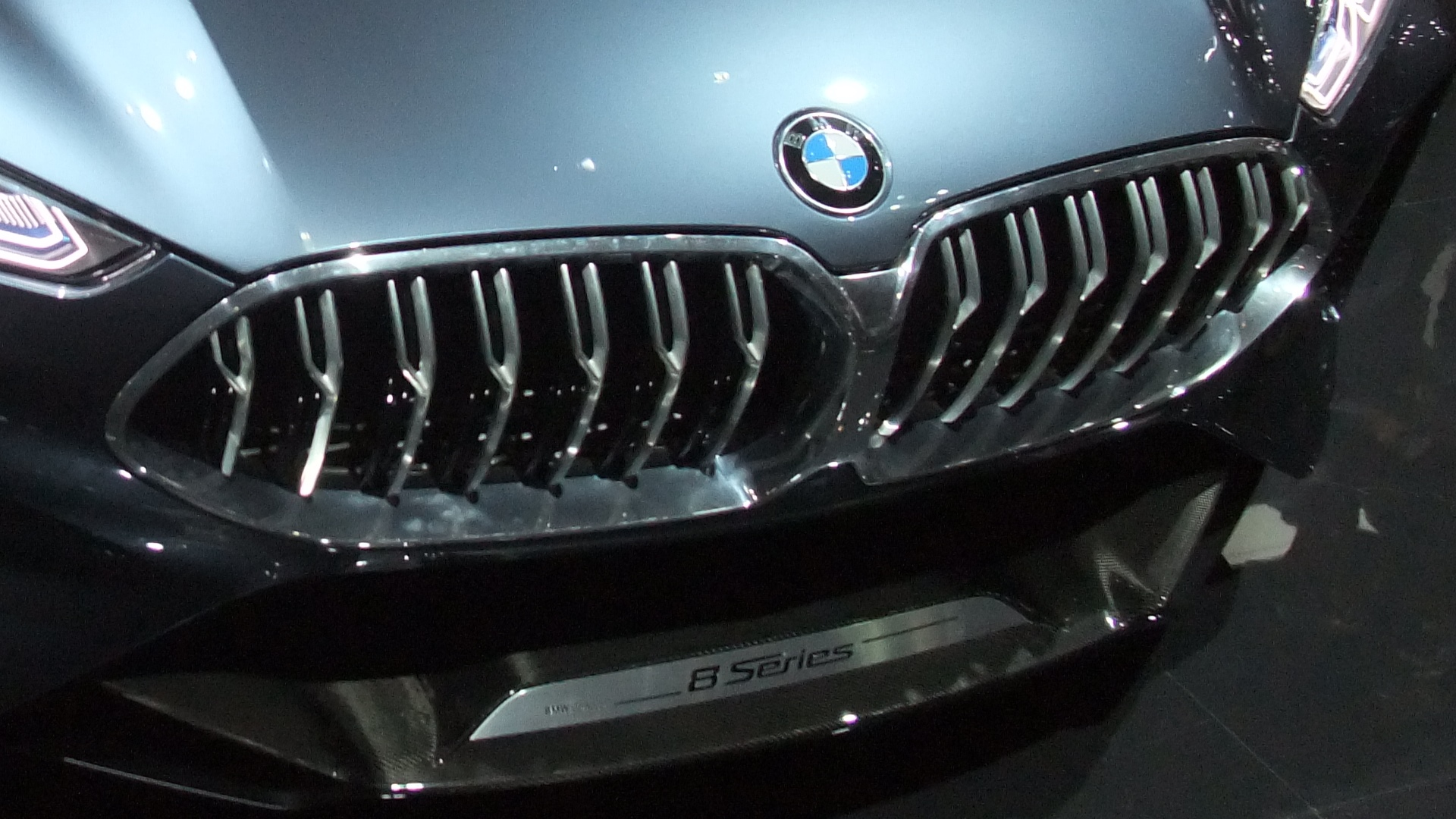
キドニーグリル

フル4シーターの4ドアセダン車をメインに据えつつも、スポーティーな作りを心掛けているのが特徴である。駆動方式についてもフロントエンジン・リアドライブ方式（FR）の後輪駆動（もしくはFRベースの4WD）にこだわり、最近までBMWブランドでの前輪駆動（FF）車はなかったが、2シリーズアクティブツアラーが同社初のFF車としてラインナップに加わった。また、過去にもFF車の研究開発も行っており、その技術は同じグループ内のFF車、ローバー75やMINIで生かされている。また、直列6気筒へのこだわりも同社ならではである。他社が、縦置きと横置きの共通化、クラッシャブルゾーンと室内スペースの両立、エンジン重量といった面で有利なV型6気筒へ次々転換を進める中、あえて直列6気筒の良好な振動特性やフィーリングを追求し、上記のメリットを犠牲にしてまで自社製直列6気筒エンジンを搭載し続けており、このエンジン群を俗称として「シルキーシックス」と呼ぶ。この長いエンジンを納めるため、特に小型の車種では全長に対してボンネットが長めであり、他社にはない独特のプロポーションとなっている。
その他、フロントアクスルを前端寄りに、エンジン配置を可能な限り客室寄りに、バッテリーをトランクルームに配置するなど、前後の重量配分を50：50に近づける努力を続けており、さらに理想的な車の動きのために縦置き搭載されるエンジン、スムーズで心地よい加速感が得られる駆動力性能、俊敏なハンドリングレスポンスなど、FR車の美点（コーポレートスローガンでもある「Freude am Fahren」。翻訳すると「運転する喜び」または「走る喜び」となり、BMW JAPANのスローガンも日本語で「駆けぬける歓び」）を追求し続けている。
デザインとしては、丸形四灯式（そもそもは二灯式+補助灯）のヘッドランプとキドニーグリル（kidney = 腎臓）と呼ばれる独特の形状をしたグリルをもつフロントマスクが特徴である。キドニーグリルは、1933年に発表された初のオリジナル車BMW 303から採用され、イソのライセンス生産車であるイセッタ、およびその派生車である600、同じく空冷フラットツイン リアエンジンの700、BMW 325（1937年 - 1940年）を除いた全てのモデルに使われている。北米市場向けにアルブレヒト・フォン・ゲルツがスタイリングした507は左右二分割のフロントグリルであるものの、低く、横長で、大きく意匠が異なる。
近年、デザインに大きな影響を与えた人物として、1992年から2009年までデザイン部門に在籍し、同部門のチーフを務めたアメリカ人デザイナークリス・バングルがいる。彼は1990年代を通じて徐々に、そして2000年代には大胆にデザインを先進的なものに変えていった。1990年代中期から後期にかけて登場したオープンカーZ3（E36/7）や第4世代5シリーズ（E39）、第4世代3シリーズ（E46）、初代X5シリーズ（E53）ではこれまでの路線を踏襲した比較的マイルドなデザインだったものの、2000年代に入ってからデザインされたフォーマルセダン第4世代7シリーズ（E65）では、フラッグシップモデルとしてあまりに先進的なデザインであったため、「バングルはBMWを潰すためにメルセデスが送り込んだ刺客だ」などの批判が、保守的なデザインを好むユーザーから数多く寄せられた。その後も、クリス・バングルはオープンカーZ4（E85）、第2世代6シリーズ（E63）、第5世代5シリーズ（E60）、第5世代3シリーズ（E90）と先進的なデザイン路線を推し進めていく。ただしバングルは、近年のデザインコンセプトを統括するチーフデザイナーと言う立場であり、唯一人ですべてのデザインを行っていたわけではない。例えば第5世代3シリーズ（E90）の場合、エクステリア・デザインを永島譲二が手掛け、デザインの最終決定権をバングルが受け持っていた。結果的に、彼の推し進めた先進的なデザインは商業的に成功を収め、販売台数増加に貢献した。賛否両論はあったものの、バングルはデザイナーとして評価を高めるとともに、その先進的なデザインセンスは他メーカーに大きな影響を与えた。
BMWは車の性能向上により重きを置いていたため、ドイツ車としては珍しく最新の電気仕掛けや新機軸を好み、それが元でトラブルを起こしやすかった。また、部品の耐久性や信頼性にも不安があり、部品の交換周期も短く、かつ、部品代が同じくドイツメーカーで価格帯の近い車種を出しているメルセデス・ベンツと比べてより高額で（メルセデス・ベンツは信頼性重視の姿勢が強く、得てして熟成した技術に重きを置き、保守的で故障しにくい車作りを好んだ）、業務用途では敬遠される傾向にある。例えばタクシーへの採用率ではメルセデス車（なかでもEクラス）が圧倒的に多く、同社の採用は非常に少ない。

### 二輪車

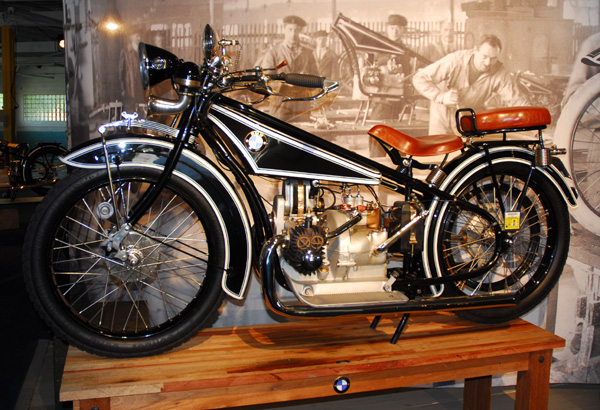
BMW最初の二輪車、R32

第一次世界大戦後に、オートバイ用エンジンの生産を始め、続いてオートバイ自体の生産を始めた。
同社のオートバイブランドは、現在日本では「BMWモトラッド（ドイツ語読みではモトアラート、モトラート）」として知られる。「ヘリオス」と「フリンク」が失敗した後、最初の成功作R32の生産を1923年に始める。R32は空冷の「ボクサーツイン」（水平対向2気筒）エンジンを搭載し、縦置きエンジン配置により各シリンダーは車体の左右に突出している。
単気筒モデルは別として、1980年代前半までこの特有のレイアウトのみを使用した。現在でも多くのモデルが空冷ボクサーツインを搭載し、RシリーズおよびHPシリーズとして生産される。

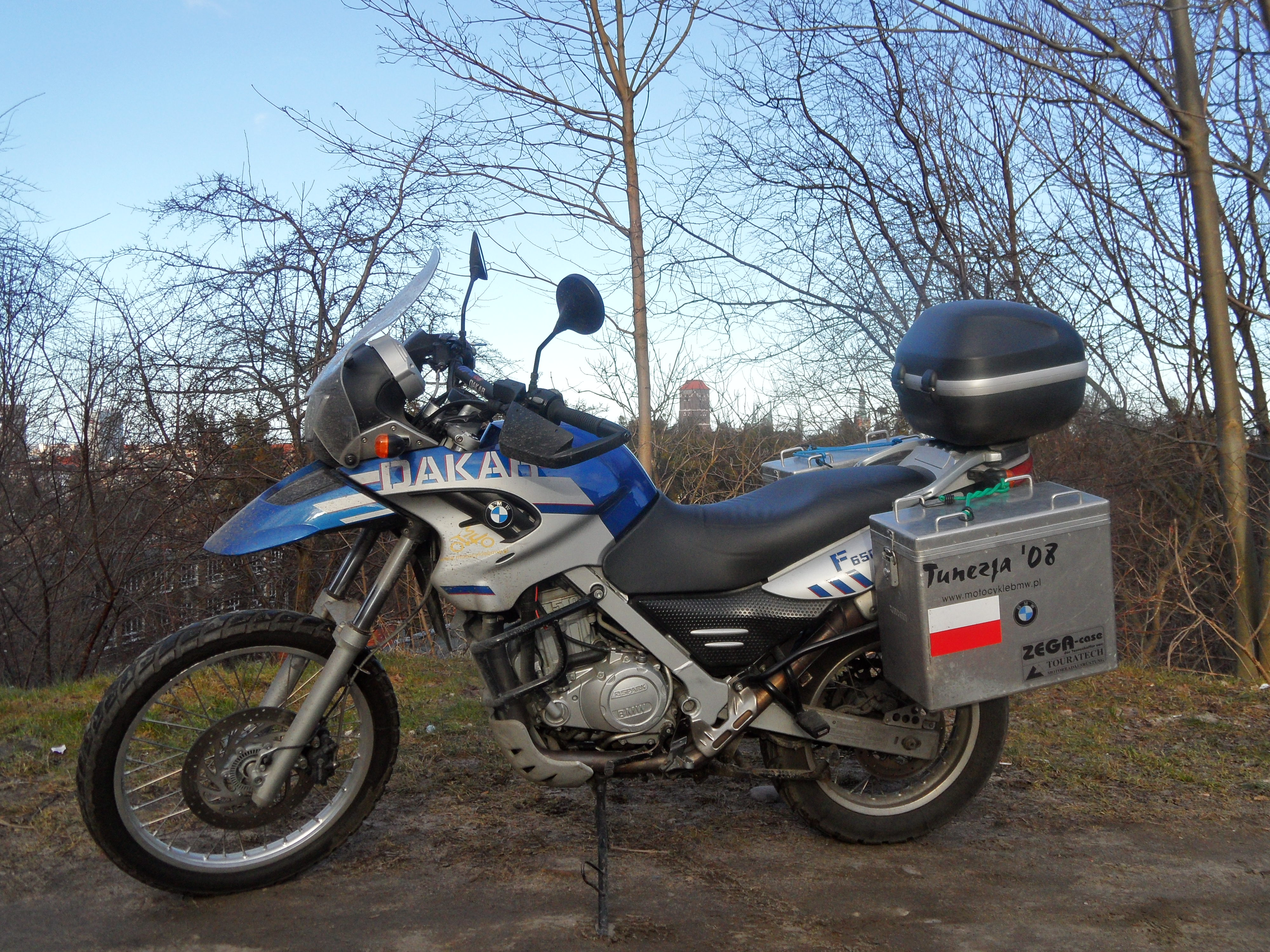
F 650 GS Dakar (2004)

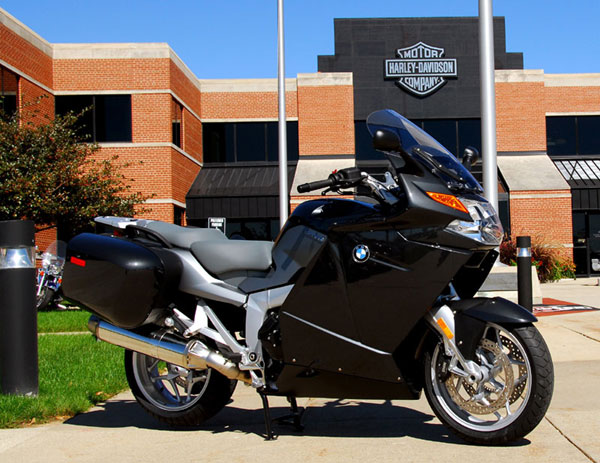
K1200GT

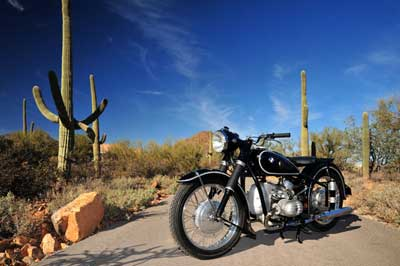
最後の「プランジャー」モデル、1955年型 R67/3

第二次世界大戦の間、サイドカー付きのR75を生産した。ユニークなデザインを特徴とするR75はツェンダップ・KS750のコピーであり、サイドカーも動力で駆動した。これは固定式ディファレンシャルで結合され、オフロードも容易に走行できた。第二次世界大戦中において同様に多用された車両はアメリカ軍のジープであった。
1982年、Kシリーズの生産が始まる。これは水冷の直列エンジン（3気筒または4気筒）を横向き縦置き（左右方向の水平シリンダーが前後に並ぶ）に搭載し、シャフトドライブで駆動した。間もなくチェーンドライブのFシリーズおよびGシリーズの生産が始まり、これらには単気筒ないし直列2気筒のロータックスエンジンが横置き搭載された。
1990年代初めに空冷ボクサーエンジンを改訂した。「オイルヘッド」として知られるようになるSOHC4バルブエンジンである。2002年にオイルヘッドエンジンには1気筒に2本のプラグが取り付けられるようになった。

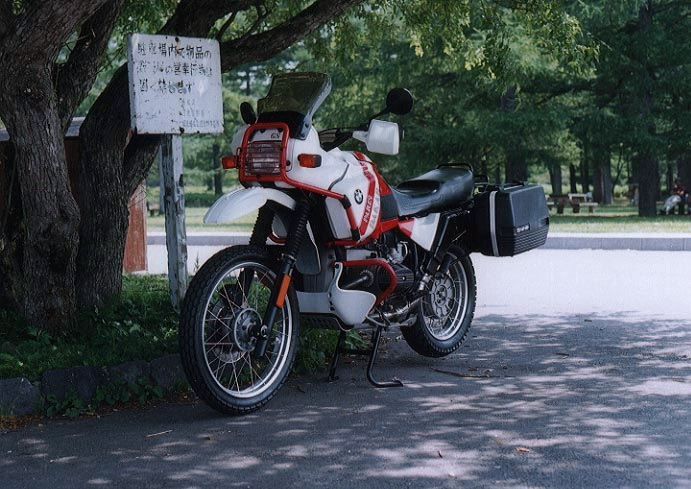
R100GS パリダカール 前期型（1989–）

2004年にはバランサーシャフトが内蔵され、排気量も1,170ccまで増加、100 hp (75 kW)に強化されR1200GSに搭載された。これは前作のR1150GSの85 hp (63 kW)に比べ15馬力の増加であった。よりパワフルなオイルヘッドエンジンはR1100SとR1200Sに搭載され、それぞれ98 hp (73 kW)、122 hp (91 kW)を発揮する。
1980年代後半からオートバイにアンチロック・ブレーキ・システムを導入し、2006年以降のオートバイでは横滑り防止装置を導入した。
2004年、新型のK1200Sを発表した。これはウィリアムズF1チームと共に開発した167 hp (125 kW)を発揮する新型エンジンを横置き搭載し、前のモデルよりも軽量化された。電子的に調整可能な前後サスペンション、「デュオレバー」と呼ばれる新型フロントフォークと言った革新的技術も導入された。
オートバイ用サスペンションにおいても革新者である。彼らがいち早く採用したテレスコピック式のフロントサスペンションは、現在では他のほとんどのオートバイメーカーも採用している。彼らは続いてアールズフォークに切り替えた（1955年 - 1969年）。ほとんどの近代的な車種では、リアスイングアームは片持ち式である。いくつかの車種では1990年代初めから「テレレバー」と呼ばれるフロントフォークを採用している。これはアールズフォークに似ているが、制動の際にノーズダイブを劇的に抑制する。
2007年7月、イタリアのハスクバーナ・モーターサイクルを9300万ユーロで買収する。BMWモトラッドとは別の会社としてハスクバーナを運営することを計画している。全ての開発、販売、生産活動拠点は元々の拠点であるヴァレーゼに留められた。ハスクバーナはモトクロス、エンデューロ、およびスーパーモタードを継続して生産している。

## モータースポーツ
他の欧州車メーカーと同様に、モータースポーツはBMWのアイデンティティの一部である。

### ツーリングカーレース

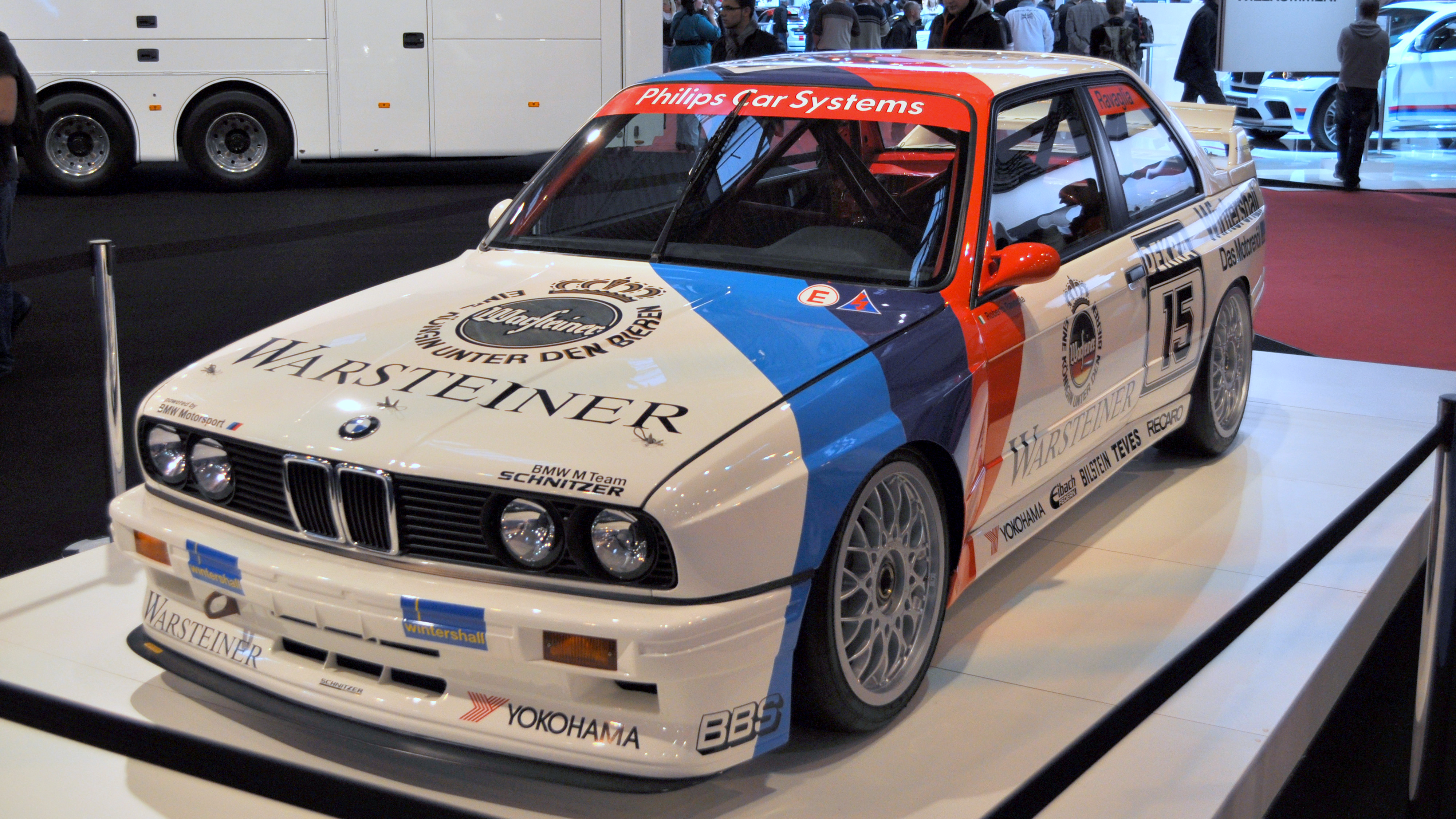
M3　ドイツツーリングカー選手権（DTM） 1989年シリーズチャンピオンマシン

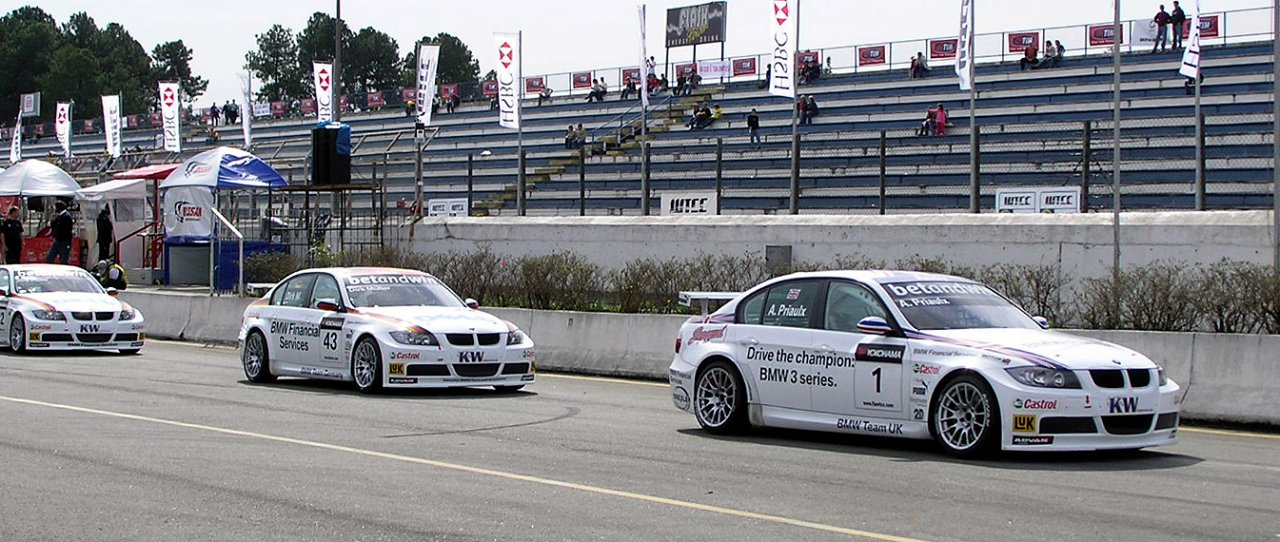
無敵艦隊時代の320si（2006年WTCC）

BMWの活動の中でも特に目立つのがツーリングカーレースで、シュニッツァー・モータースポーツやハーマンモータースポーツ、RBMなどのセミワークスチームを多数抱え、欧州ツーリングカー選手権（ETC/ETCC）や世界ツーリングカー選手権（WTC/WTCC）、ニュルブルクリンク24時間レースなどの主要レースに積極的に参戦した。特に1980年代までのBMWのツーリングカーは、しばし上位クラスを食うほどの速さを見せた。
70年代のドイツレーシングカー選手権（DRM。後のDTM）では、2002tiや320i Turbo（E21）、3.0CSLでポルシェやフォードと熾烈な争いを繰り広げた。また同時期のETCではBMWはチャンピオン常連となり、1975年 - 1983年まで9連覇を達成している。
グループA規定のディヴィジョン2でもM3が常勝マシンとして活躍。一度だけの開催となったWTC（世界ツーリングカー選手権）ではディヴィジョン3のフォード勢を下してドライバーズチャンピオンを獲得した。
グループAを独自に改変した規定のDTM（ドイツツーリングカー選手権 第1期）時代でも1980年代から1990年代にかけて635CSiやM3（E30）でメルセデス・ベンツやフォード、アウディと激闘を繰り広げ、1994年まで参戦を続けた。
90年代以降ほとんどのメーカーがFFのセダンに傾倒する中、BMWはFRを貫いたことが幸いし、クラス2（スーパーツーリング）やスーパー2000規定下では唯一のFR勢として活躍。前輪にばかり負荷が集中するFFに対して、四輪に均等に負担がかかるFRは柔らかめのタイヤを用いることができた上に加速でも有利で、100kg近いウェイトを乗せられてもそこそこの強さを発揮し、プライベーターたちから愛された。スーパー2000規定の世界ツーリングカー選手権（WTCC）では、BMW Team UKが320i、320siを駆って参戦し、2005年（320i）、2006年（320si）、2007年（320si）と年間優勝を飾っている。またプライベーター向けトロフィーではチャンピオン常連であった。

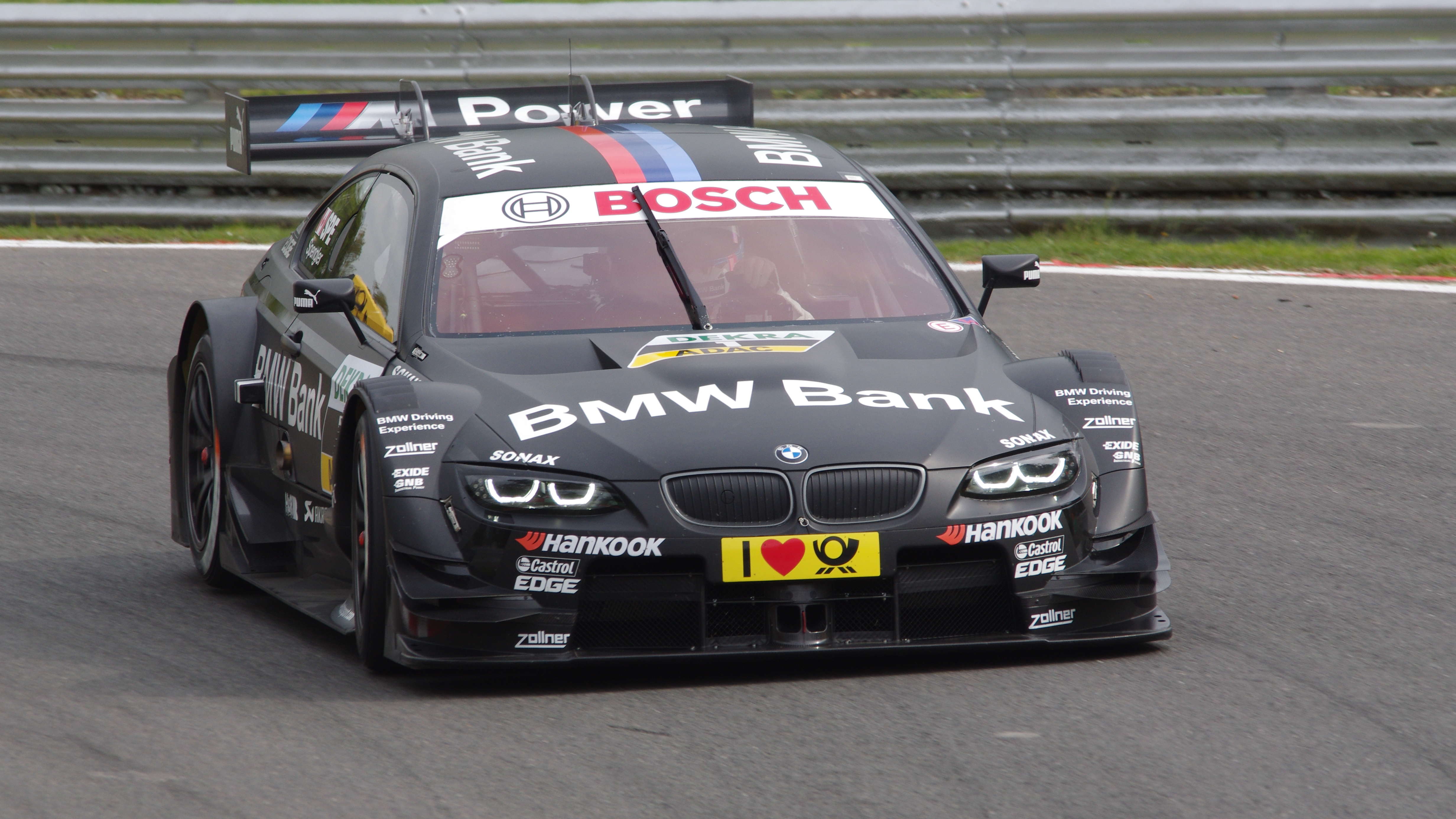
シュニッツァーのM3クーペ（2013年DTM）

WTCCのワークス参戦から退いた後の2012年、M3 クーペ（レース用車両E92型M3 DTM）を駆って同シーズンよりDTM（ドイツツーリングカー選手権 第2期）へ参戦、いきなり初年度でシリーズチャンピオンを獲得した。BMWはこの規定が終わる2020年まで撤退せず、最後まで残った唯一のメーカーであった。
グループGT3にはZ4やM6をプライベーターへ供給し、インターコンチネンタルGTチャレンジやニュルブルクリンク24時間、スパ・フランコルシャン24時間など世界中で活躍している。
一方でシュニッツァー、RBMとはコロナ禍の影響もあって2020年にワークス契約を終了した。

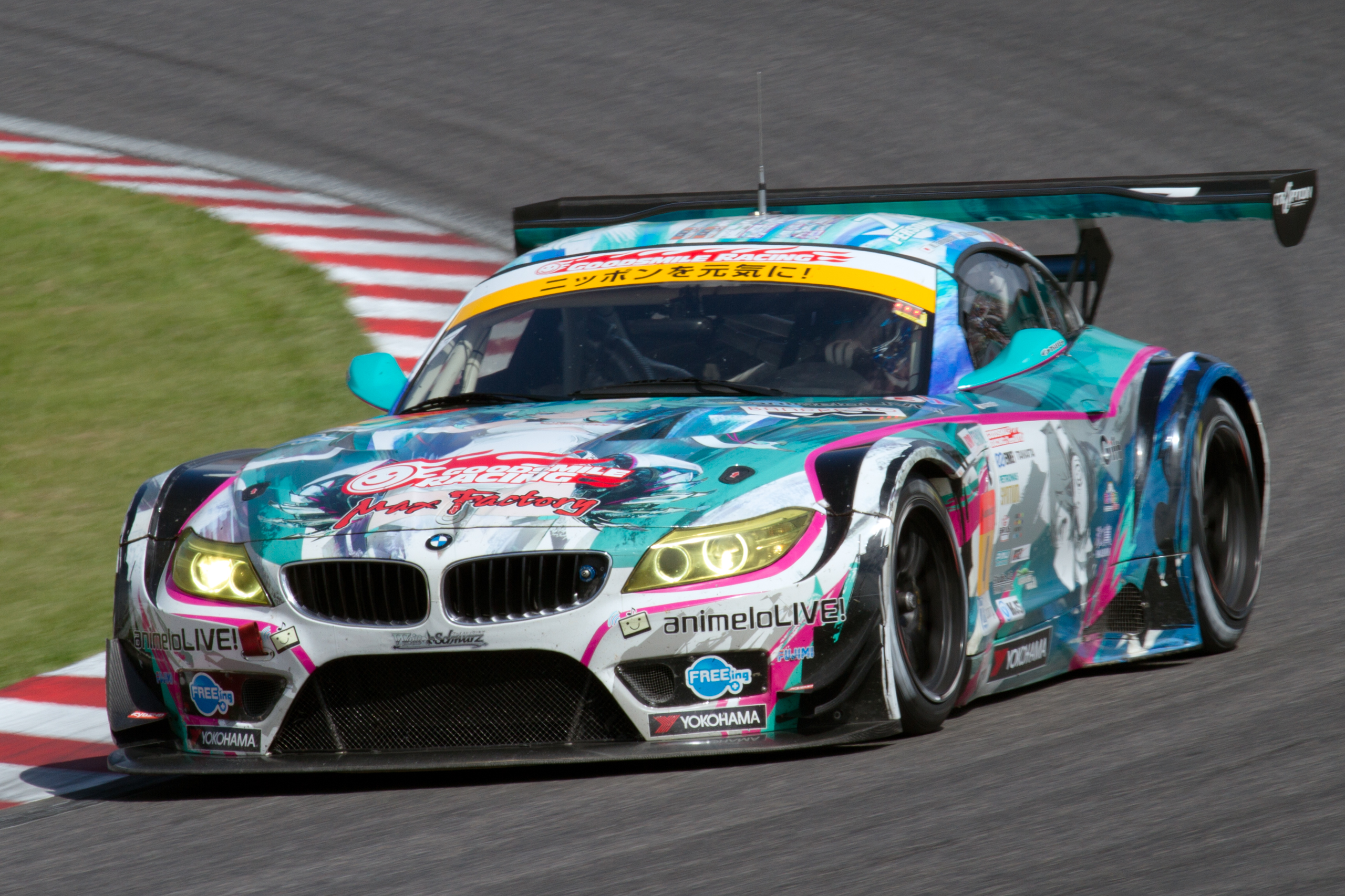
グッドスマイル 初音ミク Z4（2014年SUPER GT GT300クラス）

日本でのツーリングカーレースでも、やはりグループAやクラス2で「黒船」として活躍。特にJTCC（全日本ツーリングカー選手権）ではBMWが欧州からはるばるシュニッツァーを送り込むほどの気合の入れようだった（1994年チームズ、1995年ドライバーズ・チームズタイトル獲得）。また前身のJTCのディヴィジョン2は、M3の完全ワンメイクレースと化していた。
SUPER GTではE86型Z4にE39型M5用のV8 5.0Lエンジンを搭載し、2008年シーズンからSUPER GT・GT300クラスへStudie GLAD Racingとして参戦。しかし苦戦し、2009年末にチームオーナーのアドバンスステップが参戦継続を断念するが、メインスポンサーだったグッドスマイルレーシング（GSR、グッドスマイルカンパニーが母体）がオーナーとなって後を引き継いだ。同チームは2010年シーズンこそポルシェを採用したが、2011年シーズンから再びBMWチューナーStudieと手を組んでE89型Z4のGT3仕様を採用し、「GSR & Studie with TeamUKYO（グッドスマイルレーシング & スタディ with チーム右京）」として改めて参戦。第3戦での初優勝を皮切りに第6戦・第8戦でも勝利を収め、Z4はBMWマシン初のGT300クラスチャンピオンとなった。同チームはZ4 GT3で2014年にもチャンピオンを獲得し、初音ミクの痛車とともに名を馳せた。2022年現在はGSRと分離したStudieのみがM4 GT3を用いて参戦している。また一時期、ホンダ系チームのARTAがオートバックスセブンがBMWの販売店を運営している関係上M6 GT3を繋ぎとして使っていたこともあった。

### スポーツカー耐久

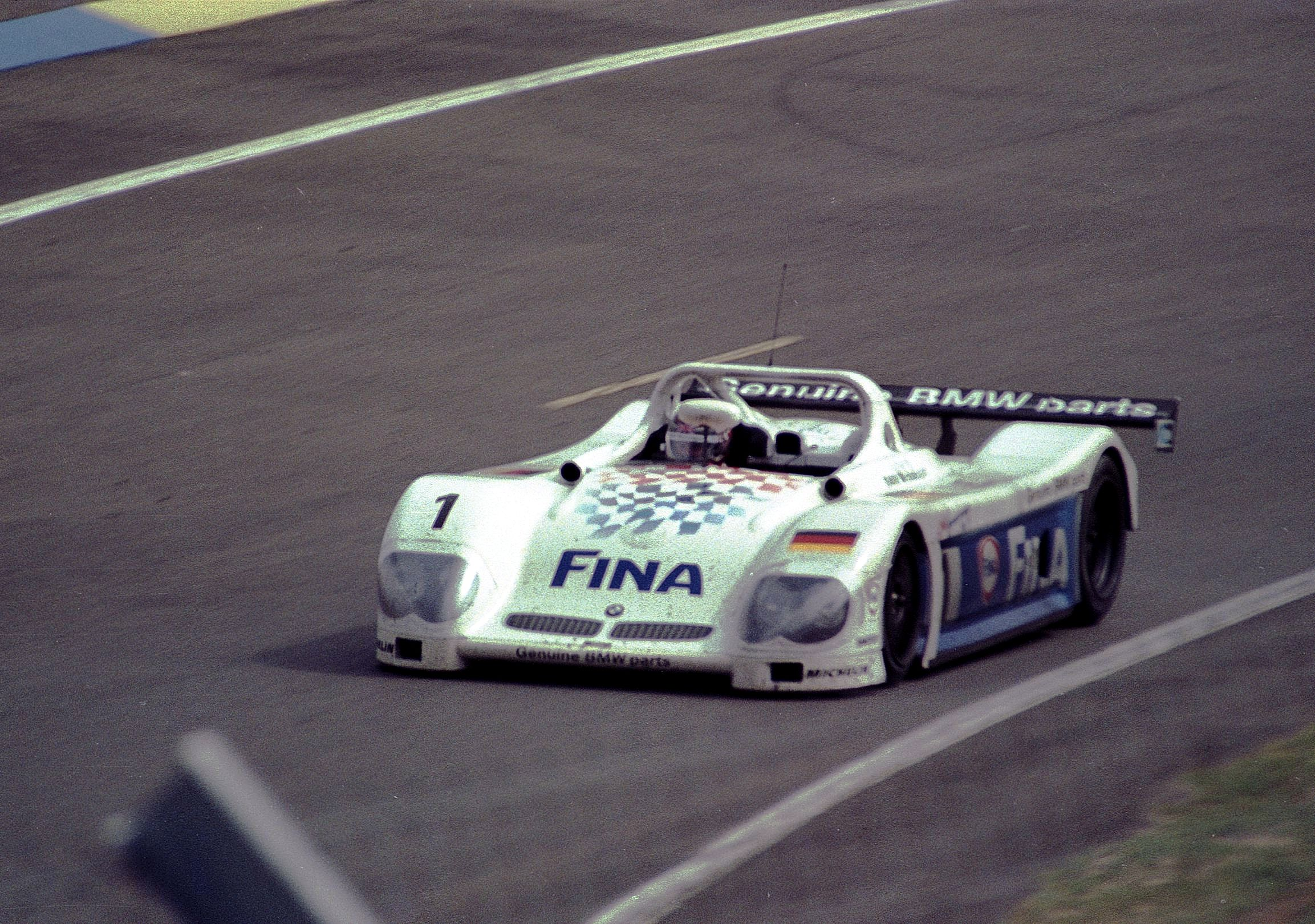
BMW・V12 LM（1998年ル・マン）

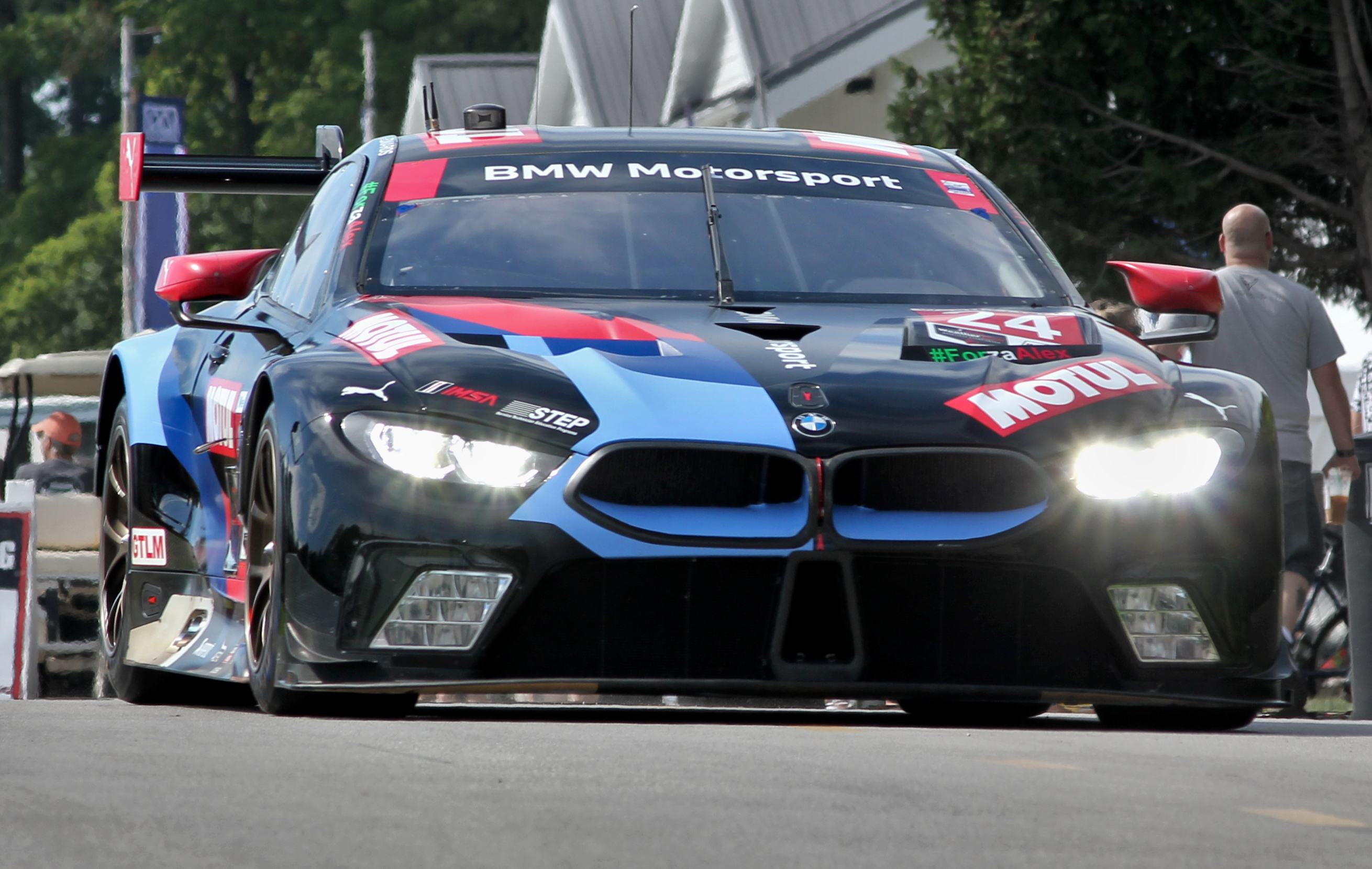
M8 GTE（2020年ロード・アトランタ）

1995年のBPRグローバルGTシリーズで2冠を獲得し、同年のル・マン24時間も関谷正徳らのドライブで総合優勝を果たしたマクラーレン・F1 GTRはBMWエンジンを搭載しており、その縁でシュニッツァーが1996年のBPRグローバルGTシリーズ、1997年のル・マン24時間とFIA-GT選手権（BRPの発展）において、同車でセミワークス活動を行っていたことがある。
1998年からはウィリアムズと組んでオープントップのプロトタイプレーシングカーであるBMW・V12 LMを開発し本格的に参戦。1999年には同車のアップデート版であるBMW・V12 LMRを走らせるシュニッツァーがBMW車として初の総合優勝を飾った。
その後本社はF1やWTCCへと転身するが、北米法人が耐久レースのロレックス・スポーツカー・シリーズ（グランダム）への大排気量エンジン供給を行った。2011年・2013年にBMWエンジンを搭載したチップ・ガナッシ・レーシングのライリーがデイトナ24時間レースで総合優勝を飾った。また2009年からM3のGT2車両がレイホール・レターマン・レーシングによって用いられ、2011年のALMS（アメリカン・ル・マン・シリーズ）のチャンピオン、およびセブリング12時間レースの1-2フィニッシュを達成。2014年にグランダムとALMSが統合されてUSCC（ユナイテッド・スポーツカー選手権）となって以降もGTLM仕様のZ4、M6が特認車として参戦した。M6は2017年にプチ・ル・マンを含む4勝を挙げ、シリーズランキング2位を獲得した。
2018年には本社も正式に公認を得たBMW M8 GTEでWEC（世界耐久選手権）、ル・マン、USCCへワークス参戦を開始。M8はその大きさから他のマシンが小さく見えると話題になった。しかしWECはマニュファクチャラーズ選手権は最下位で、レースでも1勝も挙げられないまま、わずか1年で撤退した。
2023年からはBMW M・チームRLLとともに、LMDh規定マシンのM Hybrid V8を北米へ投入する。2024年からはアウディから引き抜く形となったチームWRTがWECにもM Hybrid V8で参戦予定となっている。

### フォーミュラ

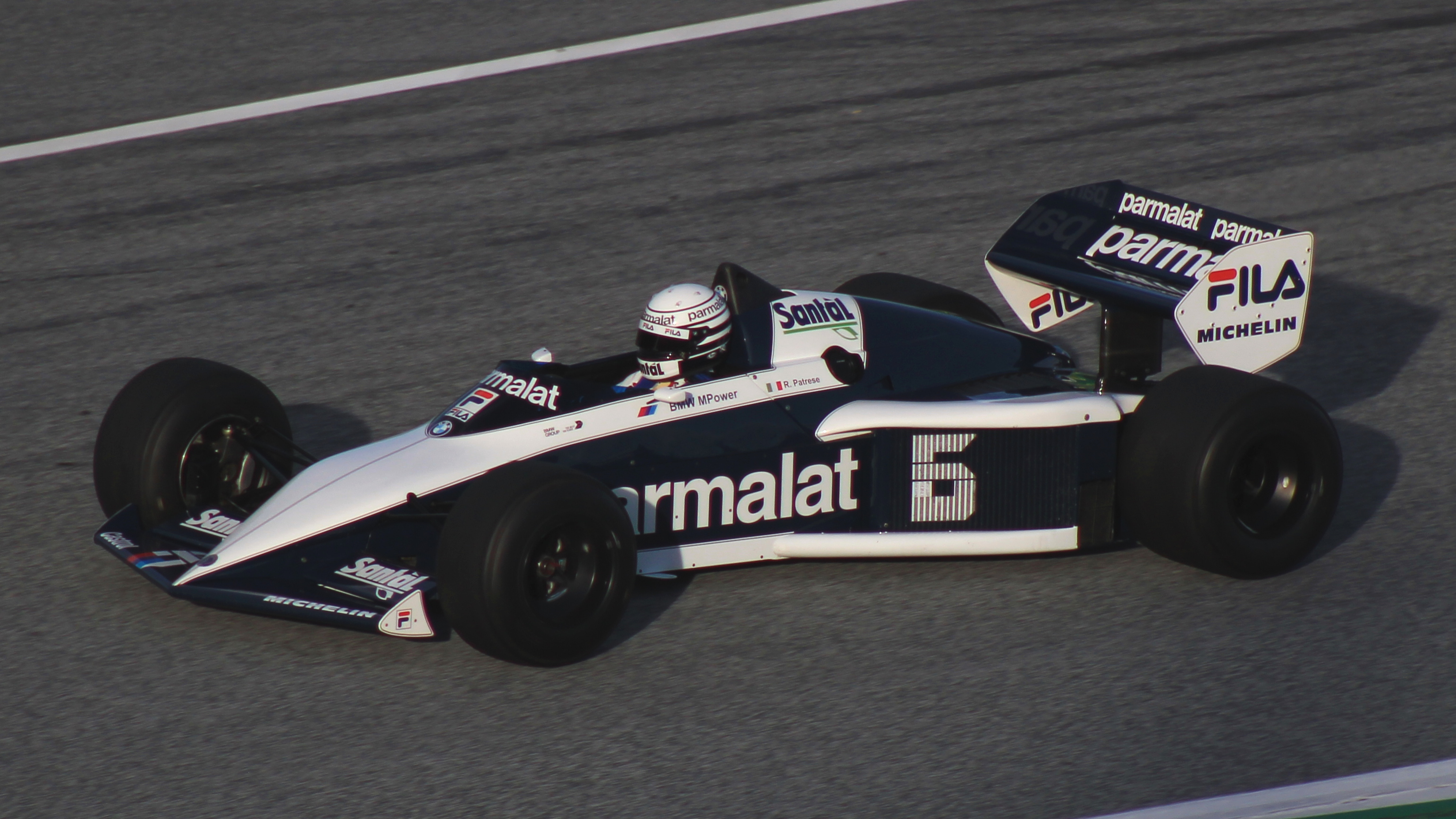
1983年ドライバーズチャンピオンのブラバム・BMW

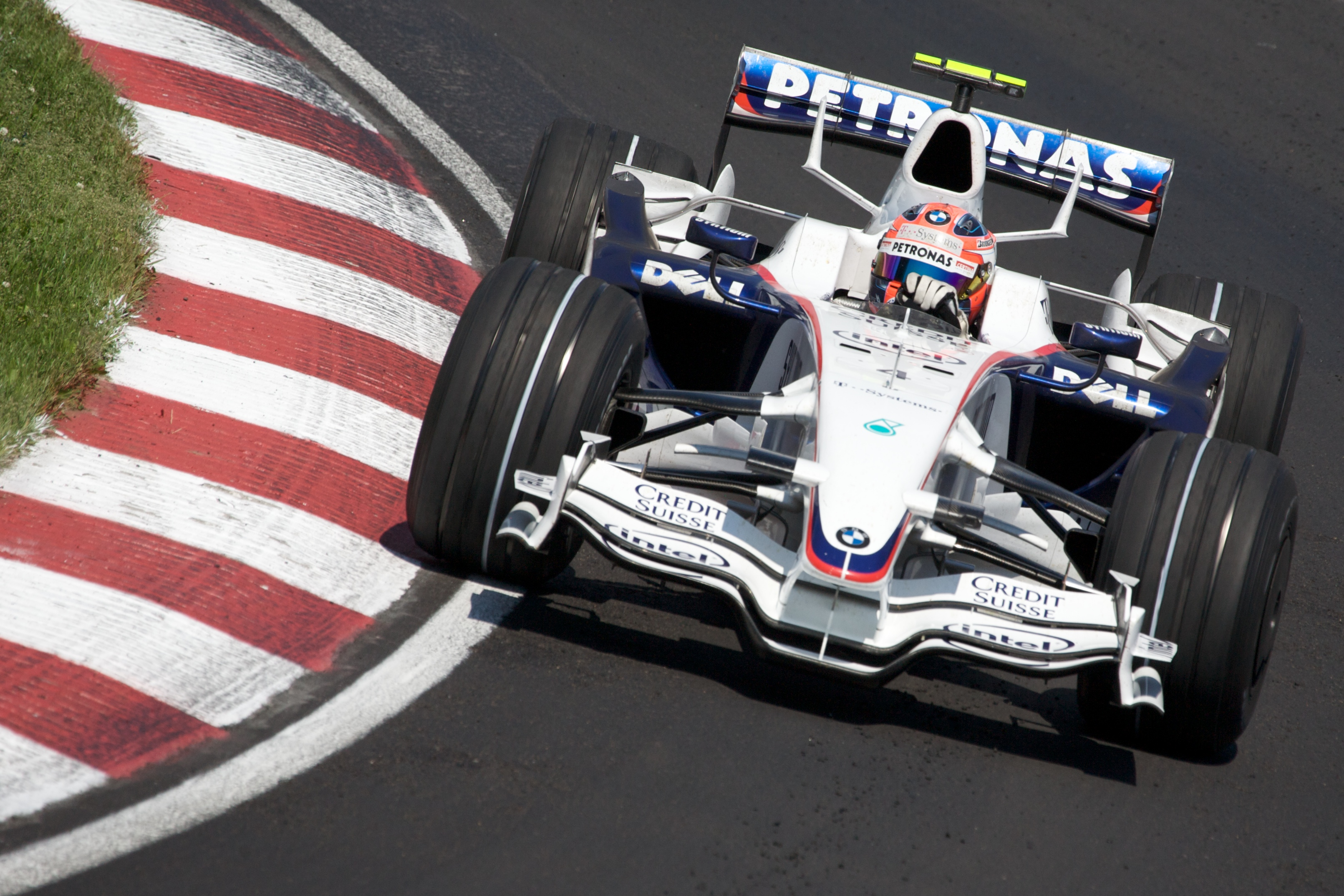
BMWザウバー F1.08（2008年カナダGP）

1982年 - 1988年(1987年～1988年はメガトロン名義)のF1世界選手権にエンジンサプライヤーとして参戦。直列4気筒ターボを供給した1982年の第8戦カナダグランプリで初優勝し、1983年にはネルソン・ピケがブラバム・BMW（BT52/BT52B）を駆ってドライバーズタイトルを獲得した。また同時期にはF1と並行して欧州F2選手権にもエンジン供給を行い、一時はBMWワンメイクに近い状態を構築した。
2000年からウィリアムズF1とのジョイント体制で、再びエンジンサプライヤーとして参戦。多くの優勝を飾ったが、組織的紛糾により徐々に下降線を辿った。2006年からはザウバー・チームを買収し、BMWザウバーF1チームとしてフルワークス体制で参戦。2008年カナダグランプリでロバート・クビサが初優勝を飾ったが、2009年にリーマン・ショックで撤退したため、これがフルコンストラクターとしての唯一の優勝となった。なおザウバーは分配金の都合上、2010年も「BMWザウバー」を名乗り、これを小林可夢偉がドライブした。
フォーミュラEには2014年の開幕からセーフティカーのi8を供給し、2016年からアンドレッティ・オートスポーツにパワートレインを供給。2019年にはフルワークス体制となり、初優勝を飾った。しかしチャンピオンにはなれず、2021年で撤退することとなった。
過去にはジュニアフォーミュラのフォーミュラ・BMWも開催していた。

### ラリー/ラリーレイド

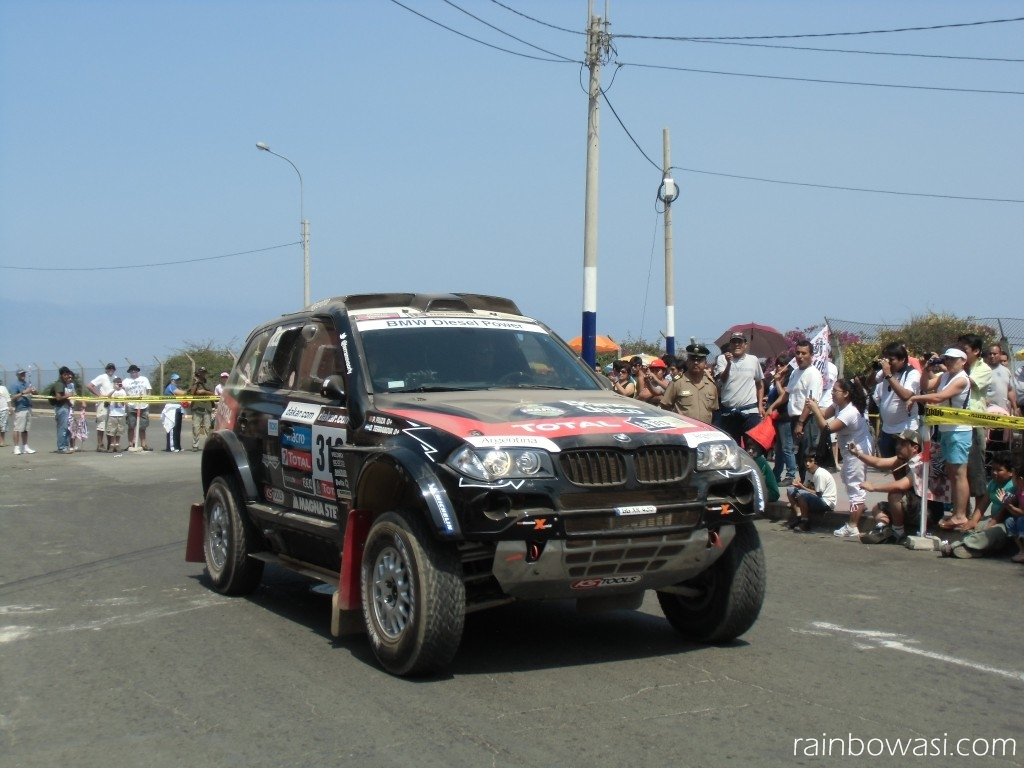
X3cc（2013年ダカール・ラリー）

戦前の1929年にインターナショナル・アルペンラリーで優勝したという記録がある。
WRC（世界ラリー選手権）では創設当初のプロドライブがM3を用いて、グループA初期にツール・ド・コルスで総合優勝を果たしている。時は流れて2011年から2012年のWRカー時代にはMINIとして参戦。当初はプロドライブをワークスチームとしていたが、2012年2月には予算面での紛糾の末プロドライブをプライベーターに降格させ、代わりにモータースポーツイタリア（WRCチームMINIポルトガル）をワークスに昇格させることになった。しかし結局「商業的に非常に困難な環境にある」ことを理由に、わずか2シーズンでワークス活動を終了した。
ダカール・ラリーには、BMWの大株主であるヘルベルト・クヴァントの息子スヴェンが立ち上げたX-raidの手により、2003年からX5ccで参戦。BMWの可変ツインターボは出力のみならず燃費にも優れ、2003年、2004年にディーゼル車クラスで優勝を挙げた。2006年にはX3ccへスイッチし、2008年～2011年までのクロスカントリーラリー・ワールドカップを4連覇した。2011年にはX3ccを流用しつつMINIのカントリーマンをベースとする「ALL4 Racing」を参戦させ、2012年〜2015年にダカールを4連覇し、常勝軍団として活躍した。2023年現在もMINIが参戦中である。

### 二輪競技

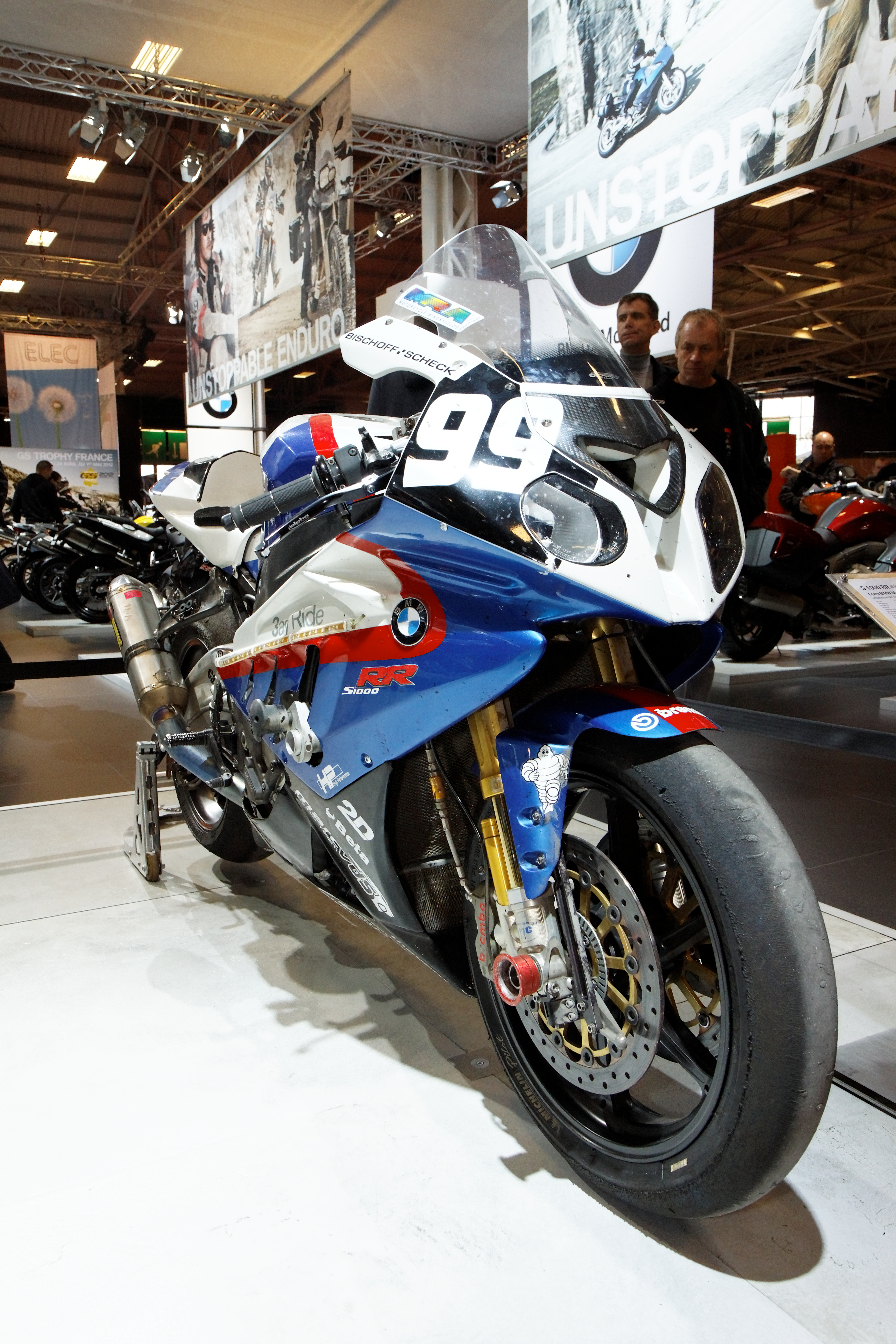
フランスの耐久チームのS1000　RR（2011年）

二輪レースに関してはスーパーバイク/スーパーストックや世界耐久選手権といった、市販車ベースのレースを中心に活動している。2009年からスーパーバイク世界選手権にS1000RRを使用し、ワークス体制でフル参戦。4年目となる2012年第5戦ドニントン・パークラウンドのレース1で、念願の初優勝挙げている。同年に本社のワークスチームは撤退を発表したが、プライベーターへのサポート等は継続され、毎年どこかしらのチームが用いていた。2019年以降はワークスチームが復帰している。
マン島TTでは近年日本車勢に代わる活躍を見せており、故ジョイ・ダンロップの甥のマイケルが勝利を重ねている。BSB（ブリティッシュスーパーバイク選手権）では清成龍一がBMWで参戦していたことがある。
パリ-ダカール・ラリーでは1981年〜1987年と1998年〜2001年の二期に渡りワークス参戦。ユベール・オリオール、ガストン・ライエ、リシャール・サンクがそれぞれ2勝ずつ、合計6回の総合優勝が記録されている。
1970年〜1980年代のエンデューロドイツ選手権でも4ストロークエンジンで活躍した。エンデューロ世界選手権では2008年に発売した4ストロークエンジンのG450XでE1クラスに参戦。2010年から当時傘下ブランドだったハスクバーナとの提携で「BMWハスクバーナ」となったが、G450Xが生産終了が決まり、この年限りで撤退した。別個に参戦していたチーム・ハスクバーナCHレーシングは2010年/2011年にE1タイトルを連覇したが、2013年にKTMがハスクバーナを買収したため関係が切れた。
市販車への還元を重視するというBMWモトラッドの理念から、プロトタイプマシンのロードレース世界選手権（MotoGP）では活動歴は少ないが、CRTルールで参戦するプライベートチームへのエンジン供給を2012年から行っていた。また同時に年間で最も予選で優秀だったライダーにBMWの四輪車を贈呈する、「BMW M アワード」も開催している。現在はエンジン供給は行われていないが、Mアワードは継続している。

## 沿革

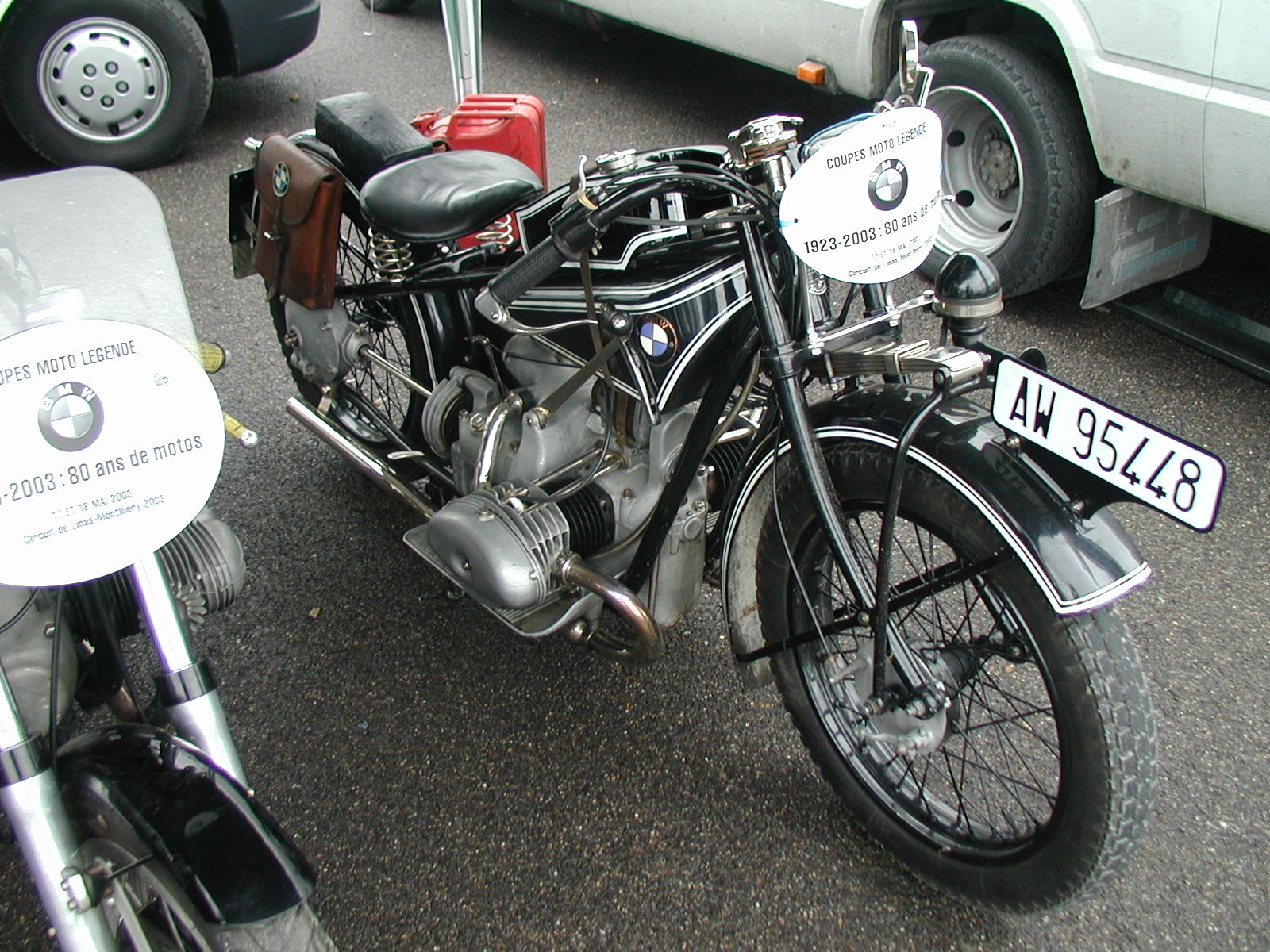
R37（1924年モデル）

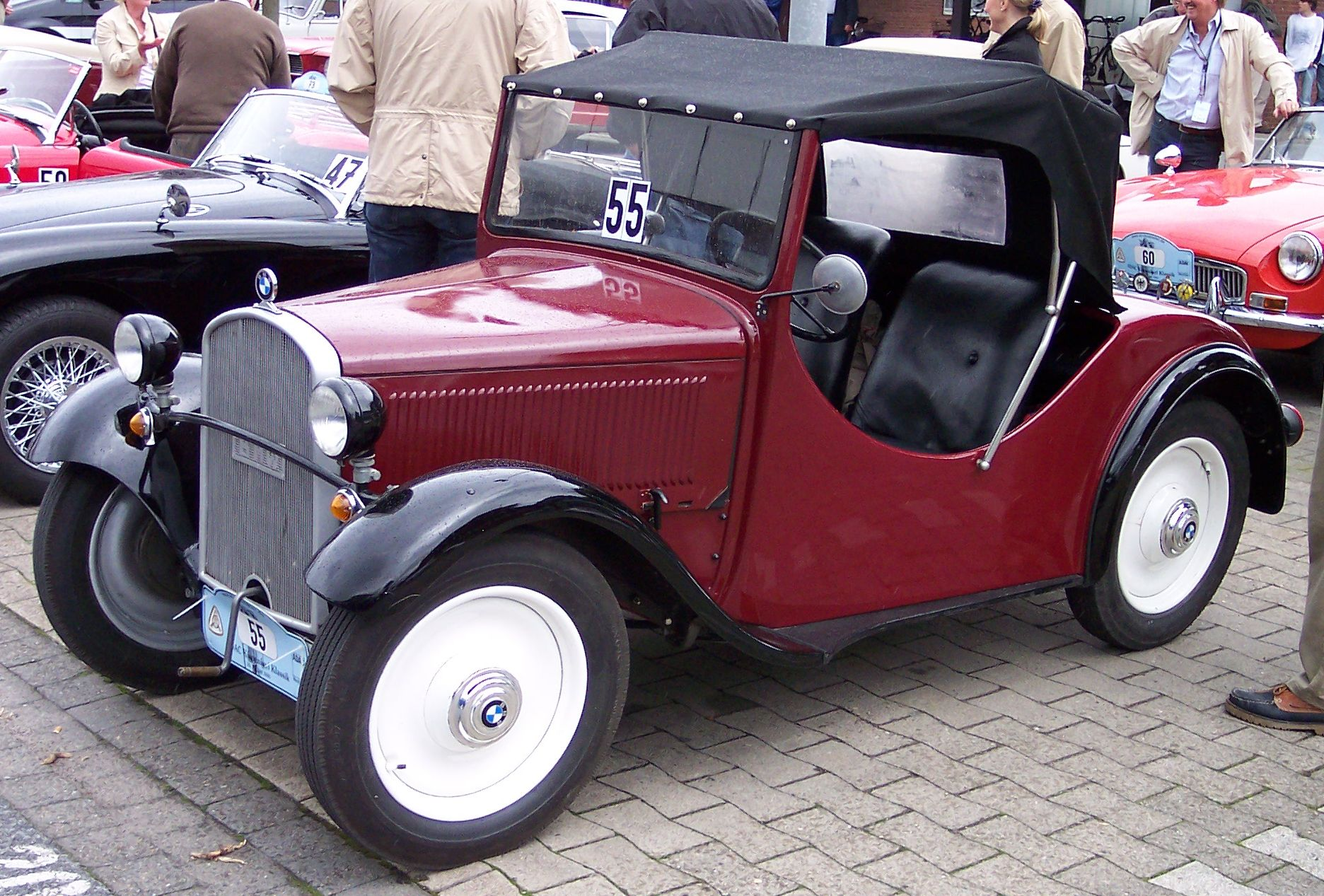
3/20 AM 4（1933年モデル）

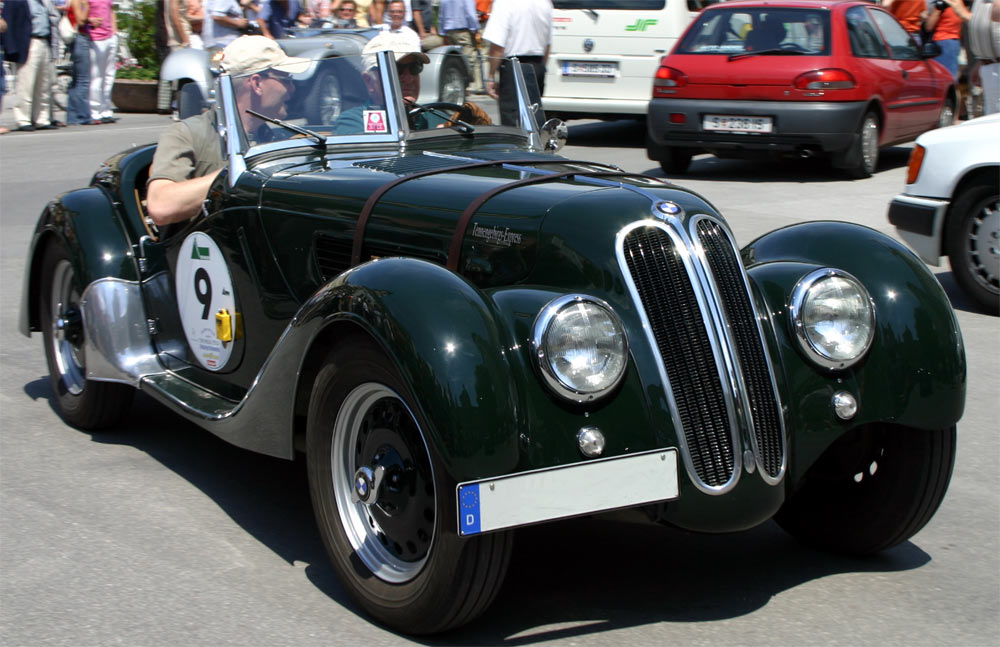
328

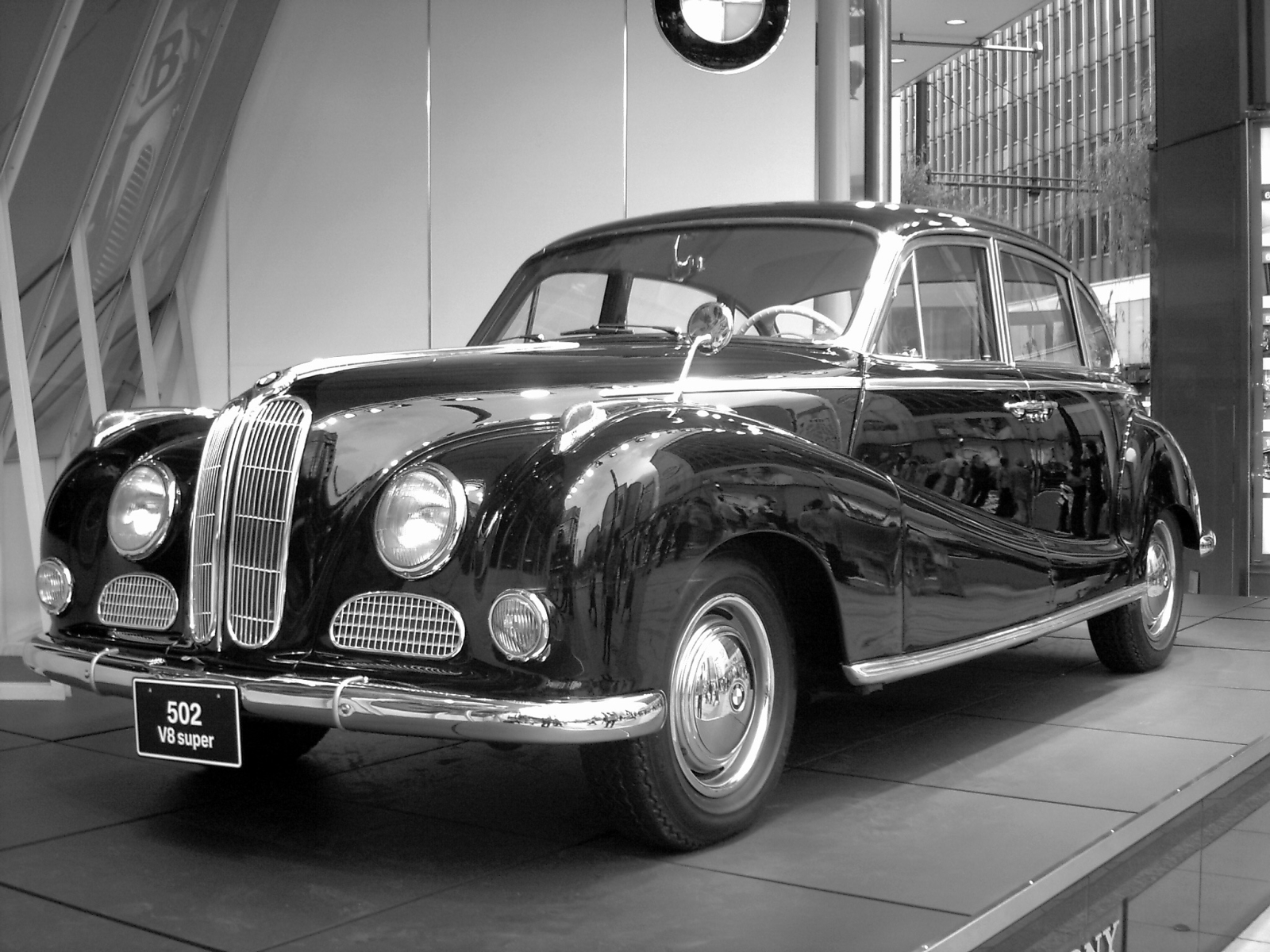
502 V8スーパー

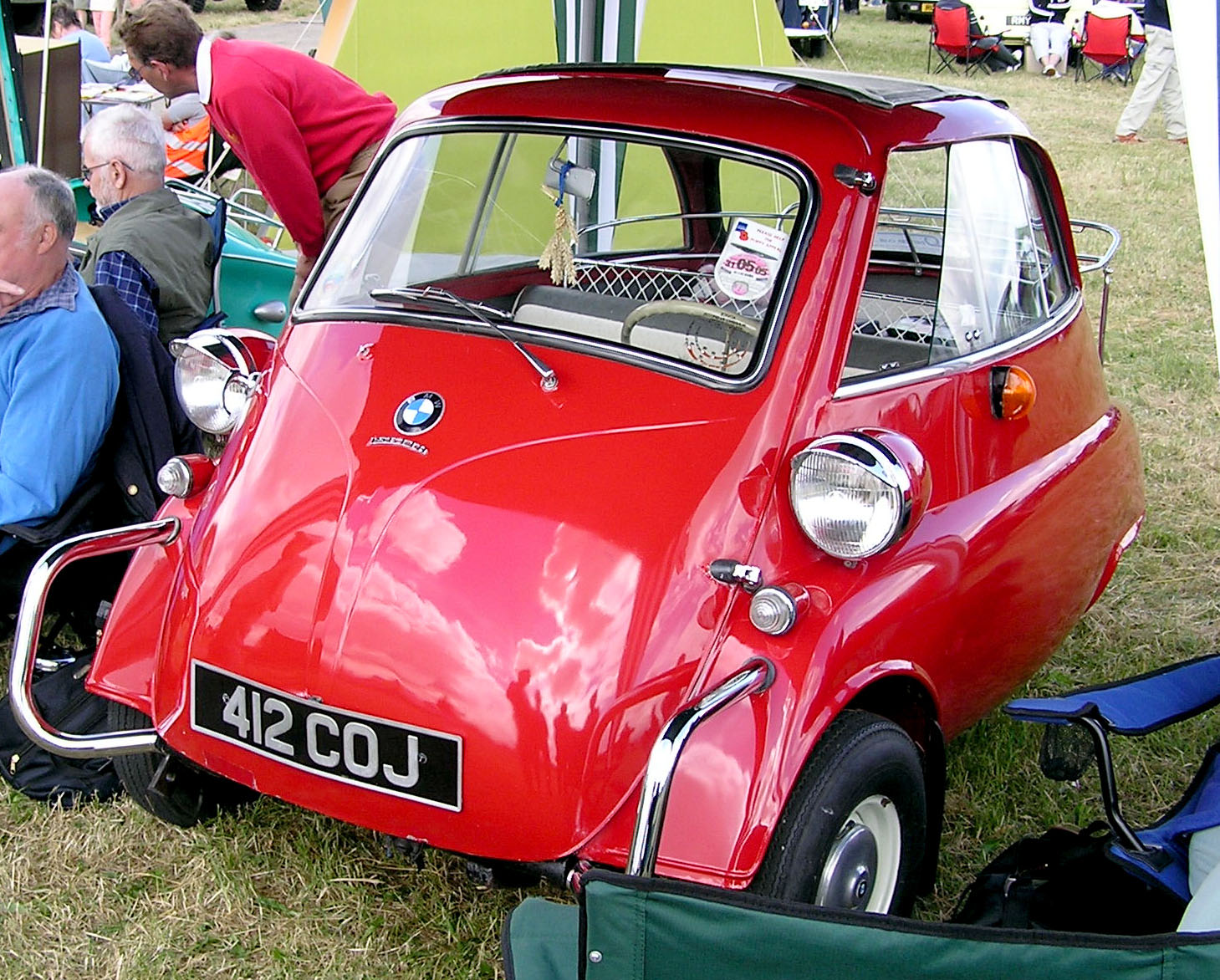
イセッタ

- 1916年3月7日 - グスタフ・オットーが、航空機エンジンメーカーとして、バイエリッシェ・フルークツォイク・ヴェルケ株式会社（BFW AG、バイエルン航空機製造）設立[12]。
- 1917年 - バイエリッシェ・モトーレン・ヴェルケ株式会社（BMW AG、バイエルン発動機製造）に社名変更。エンジニアのマックス・フリッツを雇用し、その設計によりBMWとしての最初の航空機エンジン「タイプIIIa」を生産。
  - 10月 - 回転するプロペラのエンブレムを帝国特許事務所に登録。
- 1920年 - エンジニアのマーティン・ストールがダグラス500のフラットツインエンジンを分解し研究した。この成果はモーターサイクル用エンジン、タイプ「M2B15」に結実、ニュルンベルクのビクトリアから受注した。
- 1922年 - 航空機の製造を禁止されタイプ「M2B15」を購入してモーターサイクル「ヘリオス」を生産していたバイエルン航空機製造会社（Bayerische Flugzeug Werke 、略称BFW）と合併しモーターサイクルメーカーとなった。社名は引き続きBMW。
- 1923年10月 - マックス・フリッツ設計によるモーターサイクル「R32」の製造を開始。
- 1926年 - 航空機製造部門をBFWとして分離（同社は1938年にメッサーシュミットと改称）。
- 1928年 - ゴータからアイゼナハ車両製作所を買収し、BMWアイゼナハ工場とする。
- 1929年 - 4輪車"3/15 PS"（BMW Dixi）の製造を開始。英国オースチン・セブンのライセンス生産。
- 1932年 - 自社開発4輪車"3/20 AM 1"の製造を開始。
- 1939年 - 世界初のジェット戦闘機、メッサーシュミット Me262用ジェットエンジン、BMW003開発開始。
- 1940年 - 戦闘機フォッケウルフ Fw190用エンジン、BMW801 の大量生産開始。
- 1942年 - BMW003開発。ただしさまざまな問題の解決にあまりにも長期間を要し、メッサーシュミット Me262には使用されなかった。後にハインケルHe162のエンジンとして採用されたが、問題はつきず実戦での実績はほとんどない。
- 1945年 - 連合国から第二次世界大戦中の航空機やロケットの生産を理由に3年間の操業停止処分を受ける。アイゼナハ工場はソ連の占領機関に接収される。
- 1948年 - 操業再開、単気筒2輪車R24を発売。アイゼナハ工場が東ドイツ国営企業のVEBアイゼナハとなりBMWブランドの車両を製造（1948年 - 1951年）、BMWブランドが使えなくなるとのちEMW（1951年 - 1953年）、そして最終的にAWE（1953年 - 1991年）となった。
- 1951年 - 501にて戦後4輪車の製造を再開。
- 1955年 - イタリアのイソのマイクロカー・イセッタをライセンス生産し、発売する。
- 1959年 - 経営不振による倒産の危機。ダイムラー・ベンツによる吸収合併計画は、実業家ヘルベルト・クヴァントの増資により実行寸前に回避された。
- 1962年 - 小型乗用車1500を発売。モノコック構造のボディーを採用した。一足先に登場していたリアエンジン大衆車、700とこの1500の成功により経営は改善、販売規模が拡大する。
- 1965年 - BMWエンジン売却。以後25年間航空機エンジンの生産を中断。
- 1966年 - ジュネーブショーにてBMW1600-2を発表。これ以後、02シリーズを拡充していく。同年、ハンス・グラースを買収。ディンゴルフィンク工場の獲得を目的とし、一部車種はBMWにリブランドして継続する。
- 1970年 - エバーハルト・フォン・キューンハイムがBMWグループの取締役会会長（事実上CEO）に就任した。1993年まで、BMWグループの取締役会会長を務めた。
- 1971年 - BMW3.0CSを発表し、BMW特有のスポーツクーペを確立させる。
- 1972年 - 初代5シリーズ（モデルコードE12）を発表。
- 1973年 - ミュンヘン オリンピック会場の近くにウィーンの建築家カール シュヴァンツァーが設計した新しい本社ビル、いわゆる「4 シリンダー」に本社機能が移転された。 BMWで初めてのターボチャージャーエンジン搭載、量産型市販車BMW2002ターボの生産開始。同年、南アフリカ・ロスリンに自動車工場を取得、ドイツ国外として初めての生産拠点となる。
- 1975年 - 初代3シリーズ（モデルコードE21）発表。
- 1976年 - 初代6シリーズ（モデルコードE24）発表。
- 1977年 - 初代7シリーズ（モデルコードE23）発表。
- 1981年 - 日本法人「ビー・エム・ダブリュー株式会社」（BMWジャパン）創設。
- 1986年 - BMWの「シンクタンク」である研究開発センター (FIZ) が開設された。
- 1990年 - イギリス、ロールス・ロイス社航空部門と提携しBMW-ロールス・ロイスを設立、航空機エンジン生産を再開。
- 1993年 - エバーハルト・フォン・キューンハイムが取締役会会長を退任。後任としてベルント・ピシェッツリーダー が取締役会会長に就任。
- 1994年 - イギリス、ローバー・グループを買収。同年ロールス・ロイスの乗用車生産部門とも提携し、エンジンの供給を開始。同年、米国サウスカロライナ州・スパータンバーグ工場が創業。
- 1998年 - ヴィッカースよりロールス・ロイスを3億4000万ポンドで買収することが決定するも後にフォルクスワーゲングループが買収することになり事態が混乱する（ロールス・ロイスの項参照）。
- 1999年 - ベルント・ピシェッツリーダー が取締役会会長を退任。ヨアヒム・ミルベルグが取締役会会長に就任。
- 2000年 - ローバー・グループ内のブランドのうちMINI、ライレー、トライアンフを手元に残し、ランドローバーをアメリカのフォードに、ローバーやMGなど、残りの全てをイギリスの投資グループフェニックス・コンソーシアムに売却した。フェニックスはMGローバーを設立した（2005年に倒産）。
- 2001年 - 新生MINI発表。
- 2002年 - ヨアヒム・ミルベルグが取締役会会長を退任。ヘルムート・パンケが取締役会会長に就任。
- 2004年 - 中国・瀋陽の製造工場が操業開始。3シリーズ、5シリーズを生産。
- 2006年 - ヘルムート・パンケが取締役会会長を退任。ノルベルト・ライトホーファーが取締役会会長に就任。
- 2007年 - パキスタン・カラチに製造工場を開業。同年、ハスクバーナのオートバイ事業を買収。
- 2015年 - ノルベルト・ライトホーファーが取締役会会長を退任。ハラルド・クルーガーが取締役会会長に就任。
- 2019年8月15日 - ハラルド・クルーガー（英語版）CEOが退任し、同16日に、オリバー・ツィプセがCEOに就任した[13]。
- 2020年3月4日 - ロゴエンブレムを一新。黒の部分が透明となる。
- 2022年10月 - サウスカロライナ州・スパータンバーグ工場を拡張し、EV生産をする他、高電圧バッテリー組立工場をエンビジョンAESCと共同で同州ウッドラフに建設すると発表[14]。
- 2025年 -  ハンガリー・デブレツェン工場を新設[15]。アルピナの商標権、開発が譲渡される[16]。

## 経営状況
2011年通期の世界市場での販売実績はグループ全体として166万8982台、内訳はBMW138万384台、MINI28万5060台、ロールスロイス3538台、売上高は688億2100万ユーロ（2003年通期の世界市場での販売実績はグループ全体として110万4916台、売上高は415億2500万ユーロ）。
同族会社であり、株式の約47%がズザンネ・クラッテン、シュテファン・クヴァントら、ドイツ・クヴァント家により所有されている。経営は良好であり、過去40年以上赤字を出していないとも言われる。一方、傘下に収めた英国ローバー・グループの経営再建には失敗し、2000年、同グループは解体に至った。ランドローバーをフォードに譲渡、収益の見込めるMINIについては自社で継続所有、その他、ローバー、MGなどをたった10ポンドで英国の投資会社に売却したことは話題となった。
2011年からはトヨタ自動車と提携しており、燃料電池車やハイブリッドカー技術の提供を受ける代わり、ディーゼルエンジンやスポーツカー開発陣、カーボン技術などを提供している。トヨタ・スープラ/BMW・Z4を共同開発して2019年に発売した。
生産拠点について、1970年代から稼動する南アフリカの工場のほか、近年はアメリカ、中国、パキスタンなど、ドイツ国外における展開に積極的である。Z4など一部車種の生産はカナダのマグナ・シュタイアに委託されている。

### 日本での販売
1981年（昭和56年）に発足した日本法人であるビー・エム・ダブリュー株式会社（通称・BMWジャパン）が、正規インポーターであるとともに、正規ディーラーの「BMW東京」を直接運営している。「BMW東京」による販売台数は日本国内販売の1割以上を占め、ドイツ国外では最大規模のカーディーラーとなっている。
BMWジャパンの発足以前には、バルコムトレーディングカンパニー（東京都千代田区）が正規インポーターであったが、1981年にドイツ本社が買収して現在のBMWジャパンに改組された。
BMW JAPANは、日本において自動車の輸入業務を外国メーカーの完全子会社が行うようになった嚆矢とされている。後に他の外国メーカーも相次いで日本法人を設立し、代理店が行っていた輸入業務を移管している（ただし、輸入業務からの撤退後も日本法人とディーラー契約を締結した上で、単なるディーラーに転換して事業を継続している社は存在する）。

## 乗用車

### モデル一覧
| エクステリア | シリーズ名 | ボディ形状                             | クラスカテゴリー     |
| ------------ | ---------- | -------------------------------------- | -------------------- |
|              | 1シリーズ  | ハッチバック                           | コンパクトクラス     |
|              | 2シリーズ  | クーペ カブリオレ 4ドアクーペ MPV      | コンパクトクラス     |
|              | 3シリーズ  | セダン ステーションワゴン              | ミドルクラス         |
|              | 4シリーズ  | クーペ カブリオレ 4ドアクーペ          | ミドルクラス         |
|              | 5シリーズ  | セダン ステーションワゴン ハッチバック | アッパーミドルクラス |
|              | 7シリーズ  | セダン ストレッチリムジン              | ラグジュアリークラス |
|              | 8シリーズ  | クーペ カブリオレ 4ドアクーペ          | ラグジュアリークラス |
|              | X1         | SUV                                    | コンパクトクラス     |
|              | X2         | SUVクーペ                              | コンパクトクラス     |
|              | X3         | SUV                                    | ミドルクラス         |
|              | X4         | SUVクーペ                              | ミドルクラス         |
|              | X5         | SUV                                    | アッパーミドルクラス |
|              | X6         | SUVクーペ                              | アッパーミドルクラス |
|              | X7         | SUV                                    | ラグジュアリークラス |
|              | Z4         | クーペ クーペカブリオレ ロードスター   | ミドルクラス         |
|              | i4         | 4ドアクーペ                            | ミドルクラス         |
|              | iX3        | SUV                                    | ミドルクラス         |
|              | iX         | SUV                                    | アッパーミドルクラス |

### iモデル
BMW iのサブブランドで販売されている、電気自動車とプラグインハイブリッド車。

### Mモデル
BMW Mがチューニングした高性能スポーツモデル。

### 過去のモデル
- イセッタ
- 501/502
- 503
- 507
- 600
- 700
- 1500/1600/1800/2000
- 1600-2（1602）/1802/2002/1502
- 2500/2800/3.0/3.3
- Z1、Z3、Z8
- 6シリーズ
- M1
- i8
- i3
- 1600GT
- グラース3000V8

### コンセプトカー
- 503 Prototype (1954)
- 507 Prototype (1954)
- 507 Prototype Sport Coupe (1954)
- 700 by Luigi Colani (1963)
- Spicup Convertible Coupe by Bertone（ノルウェー語版） (1969)
- Garmisch（英語版） (1970)
- Turbo（英語版） (1972)
- 1602E（英語版） (1972)
- LS Electric (1975)
- Karmann Asson di Quadri (1976)
- AVT (1981)
- M2 Windtunnel Prototype by Luigi Colani (1981)
- Baur TC3 (1987)
- 325ix Electric (1987)
- 325ix Touring Electric (1987)
- Z2 Coupe version of the Z1 (1988)
- Colani Utah 8 BMW Motorcycle Engine by Luigi Colani (1989)
- E1 Spider (1989)
- Ur-Roadster Concept (1990)
- Nazca M12 Concept (1990)
- Z11 (E1) Electric Car（英語版） (1991)
- E2 (1991)
- 325 Electric (1992)
- Electric (1993)
- Nazca C2 Concept（英語版） (1993)
- 7 Series Concept (1993)
- Z1 Break (1993)
- Z13 Three-Seater Compact (1993)
- Z15 (E1/1-E2)（英語版） (1993)
- Z3 Design Studie (1995)
- Z18 Off-Road Roadster（英語版） (1995)
- Z21 Just 4/2 (1995)
- ZBF 7ER (1996)
- Pickster by Bertone (1998)
- Z07 Concept (1999)
- Z22 Advanced Mechatronics (1999)
- Z9 Convertible Concept (1999)
- Z9 Gran Tourismo (1999)
- 2K2 (1999)
- Z22 (1999)
- Z9 Convertible Concept (2000)
- X5 Lemans Concept (2000)
- X Coupe Concept（英語版） (2001)
- BMW・750hL（英語版）(2001)
- 745h (2002)
- CS1 Concept (2002)
- M3 CSL Lightweight Concept (2002)
- Z8 by Bertone Birusa Geneva 2003 (2003)
- x Activity Concept (2003)
- ICE (2004)
- M5 Concept (2004)
- H2R (2004)
- California Spyder Concept (2005)
- 6 Series Base/Fisker Latigo CS (2005)
- Concept Z4 Coupe (2005)
- Concept X3 EfficientDynamics (2005)
- Concept Coupe Mille Miglia (2006)
- Z29 (2006)
- 650i Cabriolet Base/Volga V8 Roadster (2006)
- M3 Coupe Concept (2007)
- VAD.HO.BMW hydrogen power by Italdesign-Giugiaro (2007)
- Concept CS（英語版） (2007)
- Concept X6 (2007)
- Concept X6 ActiveHybrid (2007)
- Concept 1 Series tii (2007)
- Vision Efficient Dynamics (2008)
- M1 Hommage (2008)
- GINA Light Visionary Model（英語版） (2008)
- Concept 7 Series ActiveHybrid（英語版） (2008)
- Concept X1 (2008)
- Concept 5 Series Gran Tourismo (2009)
- Concept ActiveE（英語版） (2009)
- Concept 5 Series ActiveHybrid (2010)
- Concept Gran Coupe (2010)
- Concept 6 Series Coupe (2010)
- i8 Concept (2011)
- i3 Concept (2011)
- Active E（英語版） (2011)
- Vision Connected Drive（英語版） (2011)
- Concept M5 (2011)
- 328 Hommage (2011)
- M3 DTM Concept (2011)
- Concept M135i (2012)
- Concept Active Tourer (2012)
- Concept 4 Series Coupe (2012)
- i8 Concept Spyder (2012)
- Concept X4 (2013)
- Concept Active Tourer Outdoor (2013)
- M4 Coupe Concept (2013)
- X5 eDrive Concept (2013)
- Vision Future Luxury (2014)
- Vision Gran Turismo (2014)
- M4 Concept Iconic Lights (2015)
- 3.0 CSL Hommage (2015)
- Concept M4 GTS (2015)
- 3.0 CSL Hommage R (2015)
- Concept Compact Sedan (2015)
- Vision Next 100 (2016)
- 2002 Hommage (2016)
- Concept X2 (2016)
- 5 Series Connected Mobility (2017)
- Concept 8 Series (2017)
- Concept Z4 (2017)
- Concept X7 iPerformance (2017)
- i Vision Dynamics (2017)
- Concept M8 Gran Coupe (2018)
- Vision iNext (2018)
- Vision M Next (2019)
- Concept 4 (2019)
- Concept i4（英語版） (2020)
- Concept XM (2021)
- Dune Taxi (2022)
- iX Flow (2022)
- i Vision Dee (2023)
- Concept Touring Coupe (2023)
- Vision Neue Klasse (2023)
- Vision Neue Klasse X (2024)

## モデル名について
近年の生産モデル名は原則として318、525などの3桁の数字であらわされている。この3桁のモデル名は1972年発表の5シリーズからのネーミングである。3桁の最初の数字は車種区分を表し、奇数はセダン、ステーションワゴン、ハッチバック。偶数はクーペ、カブリオレ、ミニバンという法則となっている。かつては3シリーズ、5シリーズ、6シリーズ、7シリーズ、8シリーズのみであったが、現行では1シリーズ、2シリーズ、3シリーズ、4シリーズ、5シリーズ、6シリーズ、7シリーズ、8シリーズとなっている。
シリーズを表す最初の数字以下の2桁は、かつては排気量のヘクトリットル表記（2,500ccならば、○25）を表していた。しかし、現在では下2桁の数字は「数値が示す排気量並の出力を表す」ということになっており、表記と実際の排気量が異なっている例がある。
実際の排気量より小さい表記の例としてはE90型3シリーズの323iがある。
数字は323でも、実際の排気量は2.5Lであり、本来の排気量に沿った表記であれば325iとなるが、同じE90系に325iという名のモデルもあり、両車共に同じ2.5Lエンジンを搭載している。ただし、325iが出力160kWであるのに対し323iでは出力130kWであり、323iは325iに比べ若干ディチューンされたエンジンが搭載されている。1シリーズの118iと120iも同様の例であり、同排気量モデルに廉価版が設定される場合に実際よりも小さな数値のネーミングとなることが多い。
逆に実際の排気量よりも大きな数値になっている例もある。こちらは同排気量のモデルの高性能版としての位置付けであり、古くは初代7シリーズの735iと745iがあり、745iは、735iのターボモデルであった。現在では330iと335iがその関係に当たり、どちらも排気量3Lのガソリンエンジンであるが、330iが自然吸気で出力190kw、335iがツインスクロールターボで出力225kWとなっている。ディーゼルモデルでの同様の例が530dと535dである。どちらも同じ3Lディーゼルターボであるが、530dがシングルターボで出力170kW、535dがツインターボで出力200kWである。またターボエンジンが基本となった2010年代以降、モデルナンバー通りの排気量のエンジンを搭載した車種は少なくなっている。
また末尾のアルファベットは
i：ガソリンインジェクション仕様→2024年よりバッテリーEV車。
d：ディーゼルインジェクション仕様
e：プラグインハイブリッドインジェクション仕様
L：ロングホイールベースモデル
h：水素エンジン仕様
x：四輪駆動モデル→廃止、2024年現在はxDrive表記。
ti：ツーリングインターナショナル。現行車種ではコンパクトボディ。
is、si：高性能ガソリンインジェクション仕様
C：クーペボディ→クーペのシリーズナンバー変更につき廃止
を意味している。
例: 530i → ボディサイズ5シリーズ、3L自然吸気エンジン相当の出力、インジェクション仕様
ただし、SAV（スポーツ・アクティブ・ヴィークル、クロスオーバーSUVの同社での呼称）やロードスターに関しては、
（アルファベット）+（1桁数字）-（排気量 (L) ）の表記が用いられている。このアルファベットはボディタイプをあらわす。
X：四輪駆動クロスオーバーSUVタイプ
Z：ロードスター
例： Z4 2.5i →ロードスター、排気量2.5L、ガソリンインジェクション仕様

## 航空機用エンジン
BMWは第二次世界大戦でドイツ国防軍にオートバイと車両、そしてドイツ空軍には航空機用のエンジンを供給した。1945年までにBMW 801は3万基以上が製造され、ジェットエンジンのBMW 003を始め、ロケット技術の研究も行った。戦時中に強制収容所にいた2万5000人から3万人の捕虜を労働させたと言われている。終戦までにBMWの工場は爆撃を受け、東部ドイツの工場はソビエト連邦に占領された。
レシプロエンジン
BMW 132
ユンカース Ju52（第二次世界大戦時の輸送機）などに搭載
BMW 801
フォッケウルフ Fw190（第二次世界大戦時の戦闘機）などに搭載
ジェットエンジン

BMW 003
ハインケルHe162（第二次世界大戦末期の戦闘機）などに搭載

## 不祥事・故障

### 出火問題
2018年、韓国でBMW車やミニクーパーが走行中に炎上する事故が頻発した。これにより、BMWの対応と韓国の国土交通部が事態を拡大させたとの批判を受けた。安全点検後にも韓国で火災が起きていることから、点検自体への疑問の声が上がった。更に、BMW本社がリスク報告を無視していたことも発覚した。火災事故が相次いで発生したことにより、韓国ではBMW全車種の入場を拒否する駐車場や、別途BMW専用駐車区画を指定して他車から隔離する駐車場が続出した。BMWは火災が多発した原因をディーゼルエンジンのEGRモジュールの欠陥だと認め、10万台を超えるリコールを行うことが決まったが、集団訴訟に発展した。これに伴い、欧州でも同様に32万4000台のリコール、日本においても3万9716台のリコールが届け出された。

### 人とサルを用いた排気ガス吸引実験
BMW、フォルクスワーゲン、ダイムラーの3社が出資する研究団体「輸送セクターにおける環境と健康についての欧州研究グループ（EUGT）」は、ディーゼルエンジンの排気ガス吸引の影響を調べるため、2013年から2014年にかけて健康な25人を対象に、窒素酸化物を含む排気ガスを吸引させる実験をドイツ国内で行なった。また、2014年にはアメリカで、気密室に入れたサル10匹にフォルクスワーゲン車から出る排気ガスを吸引させる実験を行なった。2018年にこうした吸引実験の存在が報道されると非難が殺到し、アンゲラ・メルケル首相は「倫理上正当化のしようがない」と強く批判した。

## その他
ヴィッテルスバッハ家の末裔バイエルン侯プリンツ・レオポルト・ヴィッテルスバッハ・フォン・バイエルンは度々同社のレーシングドライバーとして活躍している。
大阪府堺市には「カメラのドイ」創業者土居君雄が、新婚時代に堺市（西区浜寺）にて生活していたゆかりで、夫人・満里恵からコレクションしていた約50台のBMWが寄贈され、財団法人 堺市文化振興財団の手によって保存されている。
1951年から1953年まで、似たような名称の「EMW」があった。EMWは、旧東ドイツのEisenacher Motorenwerk（アイゼナッハ発動機工場）の略で、旧東欧圏でのヒット車となるヴァルトブルクを製造するVEBアウトモビルヴェルク・アイゼナハ社（VEB Automobilwerk Eisenach 、AWE）の前身である。
クリス・バングルが率いていた当時のデザイン部門は、ミュージックマンが発売しているエレクトリックベース、「ボンゴ」のデザインなど、異業種へのデザイン供給を行った実績がある。

## 参考
- ギュンター・クヴァント - クヴァント家の先代当主。ナチスとの親密な関係により莫大な資財を築いた。
- ヘルベルト・クヴァント - 1959年、経営危機によりダイムラー・ベンツに買収される寸前だったBMWを救済した。

### 関連会社
- BMW M
- BMWザウバーF1
- アルピナ
- ACシュニッツァー
- ハーマンモータースポーツ
- ハスクバーナ
- ハルトゲ

### 技術
- バルブトロニック

### その他
- ボンドカー
- ハ9 (エンジン) - BMW IVに続き、BMW VIを川崎航空機でライセンス生産したもの。

## 関連項目

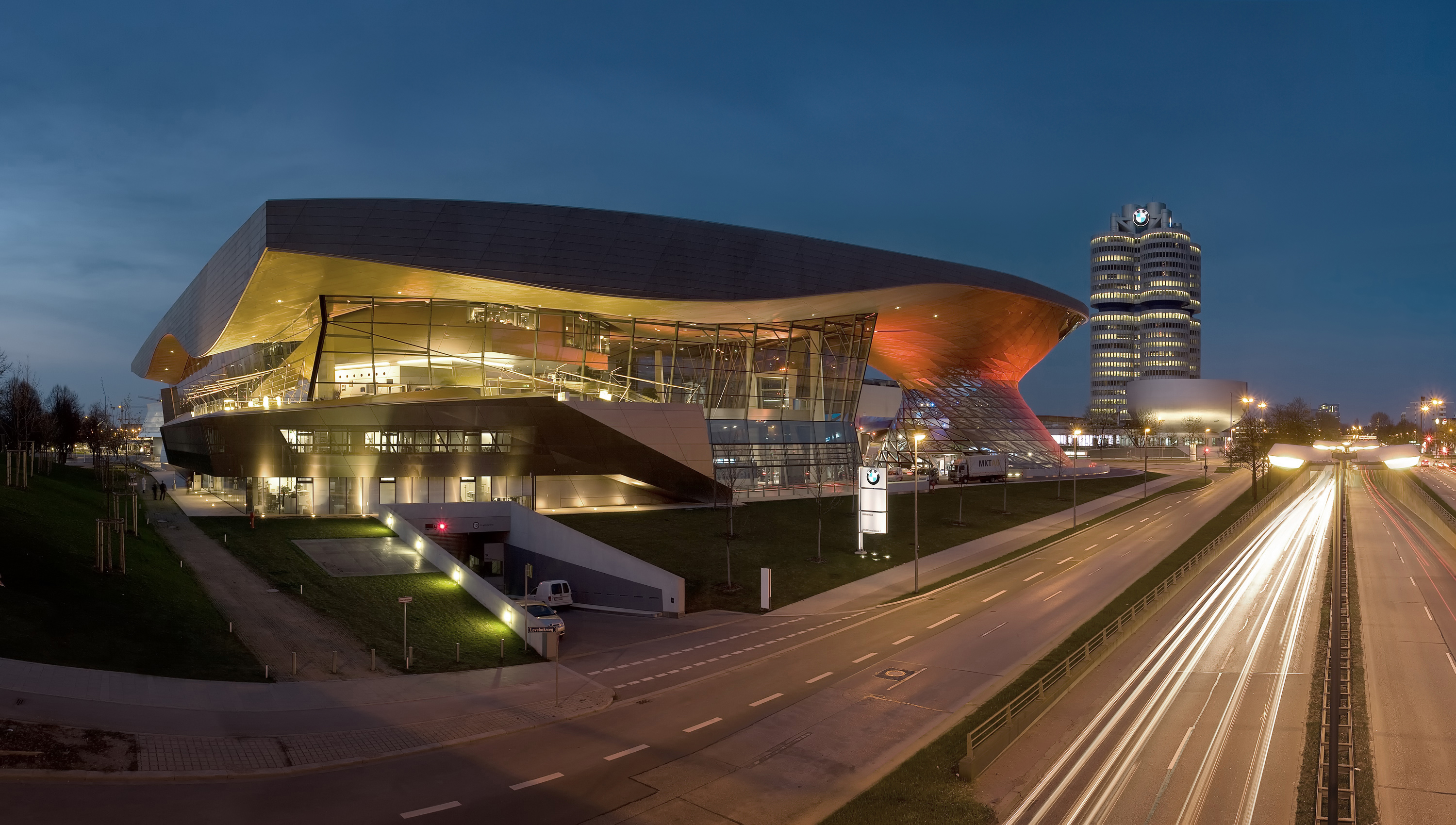
BMWヴェルト